# Mănăstirea Văratec
Mănăstirea Văratec este o mănăstire ortodoxă de maici din România, situată într-o poiană de la poalele munților, în satul Văratec din comuna Agapia (județul Neamț), la o distanță de 12 km de orașul Târgu Neamț și la 40 km de municipiul Piatra-Neamț. Este cea mai mare mănăstire de maici din România, aici viețuind peste 400 maici.
Mănăstirea a fost fondată în anul 1785 de către schimonahia Olimpiada, împreună cu duhovnicul Iosif. În această lucrare, maica Olimpiada a fost sfătuită și îndrumată de Paisie Velicicovschi, starețul Mănăstirii Neamț. Trecută sub administrarea Mănăstirii Agapia din apropiere, Mănăstirea Văratec a devenit mănăstire independentă în anul 1839.
Ziduri masive din piatră închid o incintă unde se află Biserica "Adormirea Maicii Domnului" (biserica principală), stăreția și clădirile administrative (aflate în clădirile de pe latura nordică a incintei) și Muzeul mănăstirii, unde fusese anterior Atelierul "Regina Maria" (aflat în clădirea de pe latura sudică). Incinta monahală este înconjurată de satul mănăstiresc, alcătuit din casele tradiționale țărănești unde locuiesc maicile și care se înșiră pe ulițe înguste.
Ansamblul Mănăstirii Văratec a fost inclus pe Lista monumentelor istorice din județul Neamț din anul 2015, având cod LMI NT-II-a-A-10732 și fiind alcătuit din următoarele 5 obiective:
- Biserica "Adormirea Maicii Domnului" - datând de la începutul secolului al XIX-lea și având codul NT-II-m-A-10732.01
- Turnul clopotniță de poartă - datând din secolul al XIX-lea și având codul NT-II-m-A-10732.02
- Biserica "Sf. Ioan Botezătorul" - datând din 1844, cu adăugiri în jurul anului 1880, și având codul NT-II-m-A-10732.03
- Biserica "Schimbarea la Față" - datând din 1847 și având codul NT-II-m-A-10732.04
- Chiliile - datând din secolele XIX-XX și având codul NT-II-m-A-10732.05

## Istoricul mănăstirii

### Fondarea

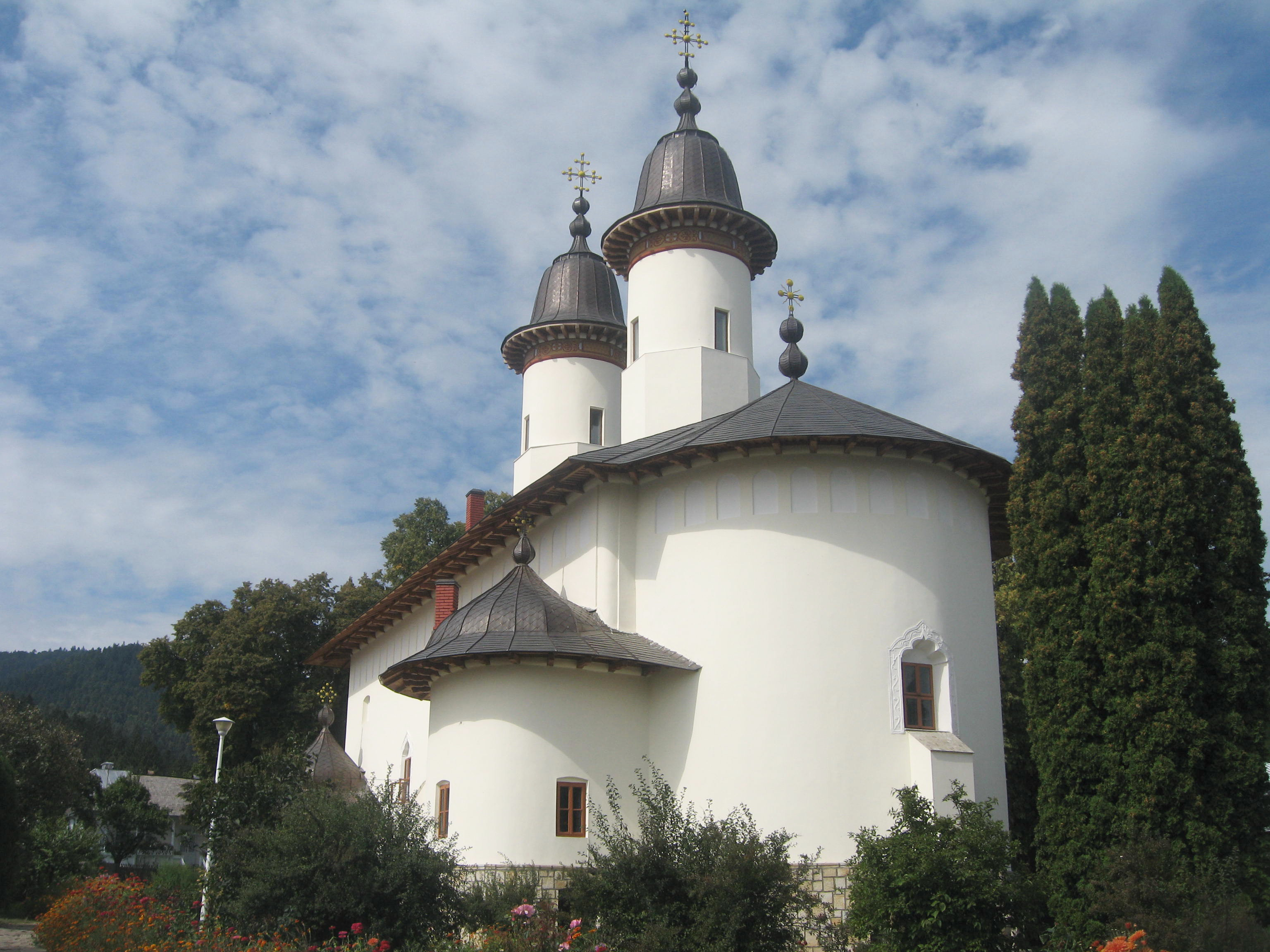
Biserica "Adormirea Maicii Domnului", sfințită în 1812

Fondarea Mănăstirii Văratec este legată de numele Bălașei Herescu (1757-1842), fiica preotului Mihail de la Biserica "Sf. Nicolae Domnesc" din Iași. Aceasta viețuia ca rasoforă în Schitul Topolița din apropiere, cu numele de sora Olimpiada. Ea a dobândit mai multe terenuri în poiana Văratec, de la marele vistiernic Deleanu și de la pădurarul Ion Bălănoiu.
Sfătuită de starețul Paisie Velicicovschi de la Mănăstirea Neamț, care urmărea desființarea schiturilor mici de călugărițe aflate la marginea orașelor și satelor și concentrarea lor în câteva mănăstiri mai mari, izolate de lume, maica Olimpiada a întemeiat, între anii 1781-1785, o mică sihăstrie în poiana Văratec. În iunie 1785, Olimpiada, împreună cu duhovnicul Iosif, au început construirea unei biserici de lemn cu hramul "Adormirea Maicii Domnului". Lângă biserică, s-au clădit și chilii în care s-au stabilit mai multe călugărițe, fondându-se astfel Schitul Văratec.
Alături de maica Olimpiada, duhovnicul Iosif este considerat și el ca fondator al mănăstirii. Acesta s-a născut în jurul anului 1750, în localitatea Valea Jidanului din Transilvania, și a intrat de tânăr în viața monahală, devenind ucenic al renumitului monah Paisie Velicicovschi, încă de pe când acesta din urmă se afla la Mănăstirea Dragomirna. Părintele Iosif a decedat la 28 decembrie 1828, fiind înmormântat în pronaosul Bisericii "Adormirea Maicii Domnului" de la Mănăstirea Văratec.
În anul 1787, Schitul Văratec a fost unit cu Schitul Topolița pentru a forma un așezământ monahal mai mare și mai bine organizat. Schitul Topolița, înființat cu peste 250 ani în urmă, era așezat în mijlocul satului Topolița. Prin unirea celor două schituri, călugărițele de la Topolița s-au mutat la Văratec. În anul următor, au venit aici și maicile de la Schitul Durău în frunte cu stareța Nazaria, care a fost întărită ca stareță a Schitului Văratec. Schimonahia Nazaria a condus soborul mănăstirii în perioada 1788-1814, fiind ajutată de duhovnicul Iosif.

### Extinderea mănăstirii

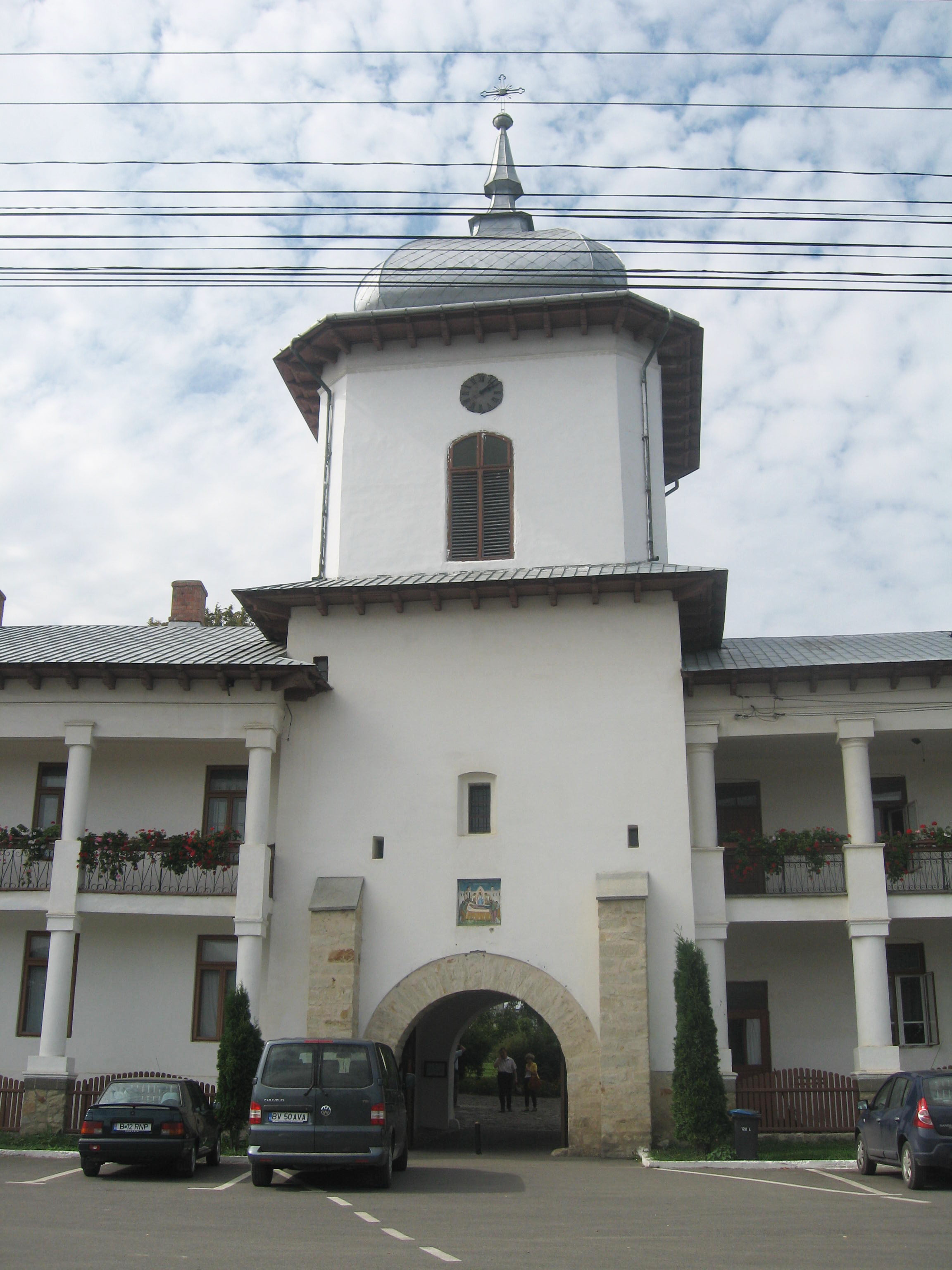
Turnul-clopotniță

În anul 1803, dorind să înființeze un Seminar de preoți la Mănăstirea Socola din Iași, mitropolitul Veniamin Costachi al Moldovei a dispus ca cele vreo 50 de maici de la Socola să se mute la Mănăstirea Agapia, care a devenit mănăstire de maici. Printr-o hotărâre a mitropolitului din 10 iulie 1803, semnată și de boierii din Divanul domnesc, Schitul Văratec a fost unit cu Mănăstirea Agapia, dar pentru scurtă vreme.
Printr-un alt decret mitropolitan din 23 septembrie 1803, în cele două mănăstiri a fost înființată o școală monahală de meserii și de cultură generală pentru călugărițe, unde să învețe psaltichie, limba greacă, precum și meșteșugul broderiei și țesătoriei. Mitropolitul a mutat aici și călugărițele din următoarele trei schituri: Prapa Doamna din Iași, Gârcina și Vânătorii Pietrii din Ținutul Neamț. Numărul călugărițelor de la Văratec a crescut mult. Astfel, la 26 septembrie 1811, viețuiau la Văratec 273 călugărițe, dintre care 197 maici și 76 surori de ascultare. Acestea erau împărțite astfel după originea socială: 33 fiice de boieri, 59 fiice de negustori, 105 fiice de țărani, 23 fiice de mazili, 51 fiice de preoți, o fiică de dascăl, una de mocan și una de altă lege.
Ca urmare a creșterii numărului de monahii, biserica de lemn a devenit neîncăpătoare. Astfel, în anul 1808, stareța Nazaria (1788-1814) a început construcția unei biserici de piatră, care a fost finalizată și s-a sfințit în 1812. Lăcașul de cult a fost pictat în anul 1841, după care a fost resfințit de către mitropolitul Veniamin Costachi, atunci fiind amplasată și o pisanie.
În timpul Revoluției din 1821, schitul a fost asediat și prădat de către otomani: odoarele au fost furate, iar călugărițele izgonite sau ucise; în acel an maica Olimpiada s-a refugiat Mănăstirea Secu.

Statuia domniței Safta Brâncoveanu de la mănăstirea Văratec. Dedesubt, cele 2 basoreliefuri de pe părțile laterale ale monumentului.

În prima jumătate a secolului al XIX-lea au fost ridicate zidurile de incintă, o trapeză de piatră, câteva chilii și turnul-clopotniță cu trei nivele, situat spre est, unde s-a amenajat prin 1840-1850 Paraclisul "Sf. Nicolae". Un rol important în dezvoltarea obștii monahale de la Văratec l-a avut maica Olimpiada, fondatoarea așezământului, care și-a sacrificat întreaga avere în acest scop. Mai multe soții de boieri au donat moșii acestui așezământ monahal: 
- logofeteasa Elencu Paladi a dăruit trei moșii; pe lângă aceasta, pe cheltuiala ei s-a executat în 1816 catapeteasma Bisericii "Adormirea Maicii Domnului"
- maica Elisabeta Balș (d. cca. 1833), născută cu numele de Zoe Rosetti și căsătorită cu logofătul Teodor Balș (1743-1810). În 1832, s-a retras împreună cu fiica ei, Safta Brâncoveanu, la Mănăstirea Văratec. Ea a donat mănăstirii moșia Vulturești. A murit în jurul anului 1833 și a fost înmormântată la Văratec.
- maica Safta Brâncoveanu (1778 - august 1857), fiica lui Teodor Balș și a Zoei Rosetti-Balș (maica Elisabeta Balș), s-a căsătorit în 1793 cu Grigore Brâncoveanu, mare ban al Craiovei, dar nu a avut copii. În 1832, după moartea soțului ei, s-a retras împreună cu mama ei la Mănăstirea Văratec. Fiind din neam de domnitor și având multă avere, ea a făcut multe donații către diferite biserici și mănăstiri, spitale etc. Mănăstirii Văratec i-a donat moșiile Osica și Vlăduleni, veșminte preoțești, acoperăminte cu fir, cărți de cult etc. Și-a topit obiectele de argint făcând din ele ferecături de Evanghelii, îmbrăcăminte la icoane, candele, sfinte vase și postamente de cruci la altar. A murit la 8 august 1857 și a fost înmormântată la Văratec, alături de mormântul mamei sale.

Mănăstirea Văratec a devenit mănăstire independentă în anul 1839, separându-se de Mănăstirea Agapia. Ca starețe au păstorit aici maicile Nazaria (1788-1814), Magdalena (1815-1822) și Olimpiada (1822-1828 și 1834-1842).
În timpul stăreției maicii arhimandrite Eufrosina Lazu (1844-1887), ucenică a maicii Olimpiada, s-au efectuat mai multe lucrări de extindere a mănăstirii și anume:
- în anul 1844 s-a refăcut din piatră Biserica "Nașterea Sf. Ioan Botezătorul", care fusese construită din lemn în 1817, în cimitirul vechi al mănăstirii. În jurul anului 1880, s-au efectuat unele adăugiri la acest lăcaș de cult și s-au pictat pereții interiori și icoanele din catapeteasmă.
- în perioada 1845-1847 s-a construit Biserica "Schimbarea la Față", ca urmare a extinderii așezării mănăstirești spre sud și sud-vest.
- în 1882 s-a refăcut pictura interioară a Bisericii "Adormirea Maicii Domnului" de către zugravii T. Ioan și D. Iliescu

În Mănăstirea Văratec a funcționat o școală de muzică bisericească (1859-1860), o școală sătească mixtă (din ianuarie 1860), Școala primară de fete (de la 1 septembrie 1860), "Școala de adulte" (de la 1 septembrie 1911 până în 1943), frecventată de călugărițele cu vârsta sub 50 de ani, care nu au absolvit clasele primare, Seminarul monahal pentru călugărițe (1948-1950), dar și școala monahală și de cântări bisericești (începând din 1940).
După maica Eufrosina Lazu, au urmat ca starețe arhimandrita Eugenia Negri (1887-1894) și arhimandrita Veniamina Hermeziu (1894-1904).

### Mănăstirea Văratec în secolul al XX-lea

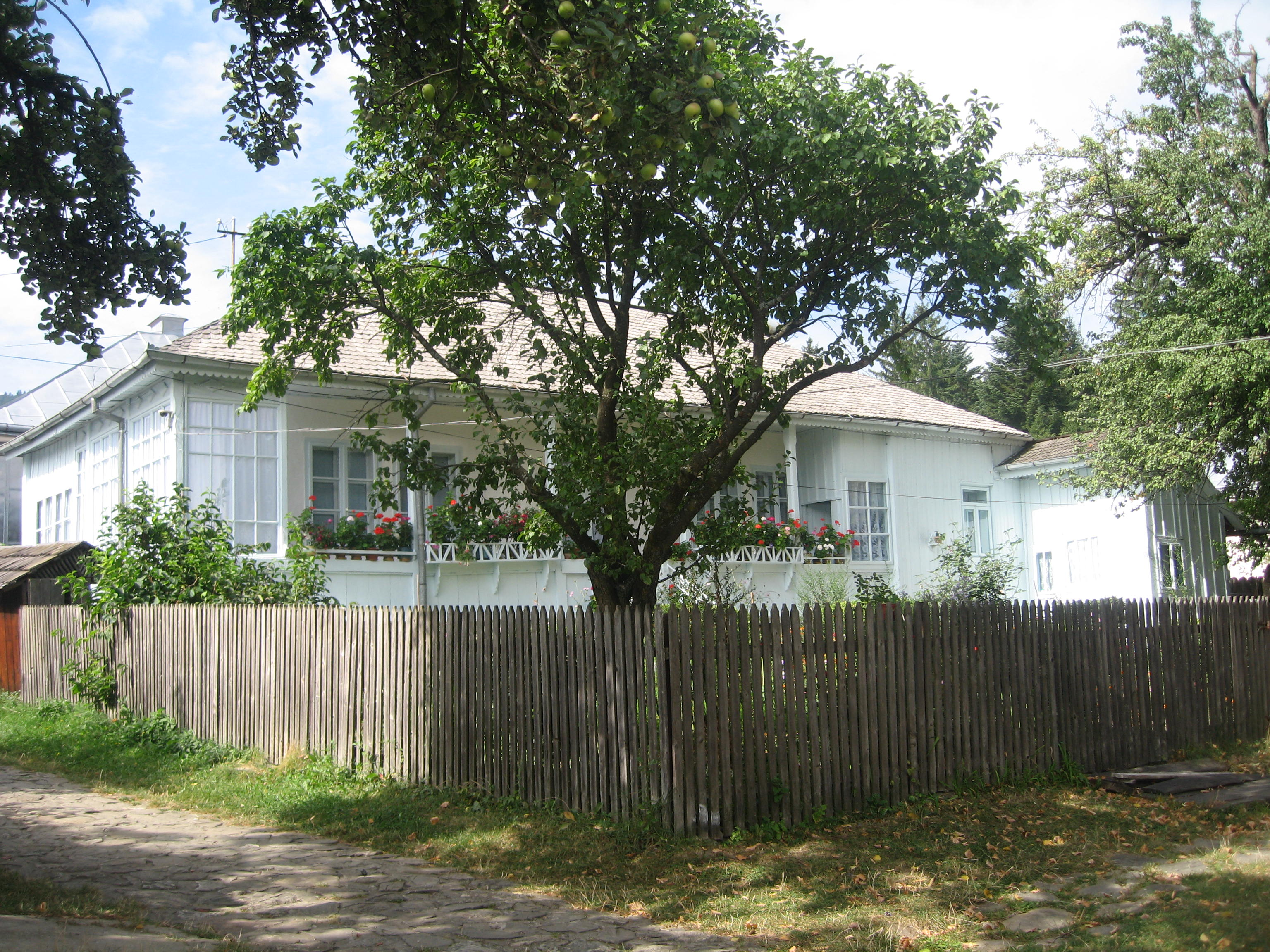
Chilie

Mănăstirea Văratec a fost afectată de un incendiu în noaptea de 10/11 iunie 1900, arzând atunci cea mai mare parte a chiliilor și acoperișul bisericii mari. După incendiu, s-a refăcut acoperișul bisericii doar cu două turle, turlele de lemn nefiind reconstruite. De asemenea, s-a construit actualul complex de clădiri din incinta mănăstirii, singurul corp păstrat în forma inițială fiind doar zidul înconjurător, ridicat în perioada 1808-1812. Paraclisul "Sf. Nicolae" a fost refăcut între anii 1903-1909, catapeteasma și interioarele sale fiind pictate de ieromonahul Eftimie Obrocea de la Mănăstirea Ciolanu.
În anul 1909, la Văratec viețuiau 304 maici și surori aflate sub ascultarea stareței Evghenia Teodor.
În 1934, la îndemnul mitropolitului Pimen Georgescu al Moldovei, s-a înființat într-o clădire de pe latura sudică a incintei Atelierul "Regina Maria", unde maicile au lucrat broderii bisericești, covoare și țesături naționale. În mănăstire funcționau în noiembrie 1940 următoarele ateliere: broderie bisericească și legătorie de cărți, covoare, tricotaj, țesut pânză, pictură bisericească și artă decorativă, majoritatea acestora menținându-se și în prezent. Începând din 1960, în această clădire s-a amenajat o bogată colecție muzeală.
În anul 1935, în apropiere de absida răsăriteană a Bisericii "Adormirea Maicii Domnului", a fost amplasată statuia în bronz a Saftei Brâncoveanu realizată de sculptorul Ion Jalea.
Cu sprijinul material și tehnic al statului și al Mitropoliei Moldovei și Sucevei, s-au efectuat începând din anul 1962 importante lucrări de consolidare, restaurare și renovare atât la cele trei biserici, cât și la arhondaric și la unele clădiri din Mănăstirea Văratec. Între anii 1968-1969 a avut loc spălarea și restaurarea picturii de la Biserica "Adormirea Maicii Domnului", lucrarea fiind realizată de pictorul restaurator Arutium Avachian.
În perioada păstoriei ca stareță a maicii stavrofore Nazaria Niță (1973-1995), Mănăstirea Văratec a fost vizitată de patriarhii Pimen Izvekov al Moscovei, Diodor al Ierusalimului și Dimitrios al Constantinopolului, precum și de alți numeroși ierarhi din Biserica Ortodoxă, dar și de alți reprezentanți ai Bisericilor creștine.
În anul 1985 pe locul altarului fostei biserici de lemn a fost amenajat un bazin, pe locul Sfintei Mese fiind amplasată statuia unui înger ținând în brațe o cruce.
În secolul al XX-lea au păstorit aici ca starețe: 
- Evghenia Teodor - stareță prin 1909
- arhimandrita Irina G. Lecca (20 ianuarie 1881 - 30 noiembrie 1953) - stareță în perioadele 1940-1942 și 1946-1951
- stavrofora Margareta Ocolescu (10 februarie 1916 - 6 ianuarie 1996) -stareță în perioada 1951 - 1954
- schimonahia Pelaghia Amilcar (1885–1981) - stareță în perioadele 1942-1946 și 1954-1972
- stavrofora Nazaria Niță (7 mai 1928 - 28 octombrie 2001) - egumenă între anii 1958-1965 și stareță în perioada 1973-1995

### Mănăstirea Văratec în secolul al XXI-lea
Începând din anul 2002, stareță a mănăstirii este maica stavroforă Iosefina Giosanu, sora episcopului Ioachim Giosanu și nepoată a arhimandritului Ioanichie Bălan.
În ședința Sf. Sinod al Bisericii Ortodoxe Române din 5-7 martie 2008, s-a pus în discuție canonizarea acestor nouă sfinți nemțeni, la propunerea Mitropoliei Moldovei și Bucovinei. Sfântul Sinod a luat hotărârea ca cei nouă sfinți propuși să fie canonizați. Printre cei nouă sfinți canonizați s-a aflat și Cuviosul Iosif de la Văratec, a cărui zi de pomenire a fost aleasă data de 16 august. Proclamarea solemnă a canonizării celor nouă sfinți nemțeni a avut loc la 5 iunie 2008, la Mănăstirea Neamț, și a fost celebrată de către patriarhul Daniel.
La 16 august 2008, de sărbătoarea hramului Bisericii "Adormirea Maicii Domnului", la Mănăstirea Văratec a avut loc slujba de proclamare locală a canonizării Cuviosului Iosif, fondator și duhovnic al mănăstirii. Slujba religioasă a fost oficiată de mitropolitul Teofan Savu al Moldovei și Bucovinei, care a citit actul de canonizare al Sf. Iosif. La această ceremonie au participat și IPS Pimen Zainea, arhiepiscopul Sucevei și Rădăuților, PS Calinic Botoșăneanul, episcop-vicar al Arhiepiscopiei Iașilor și PS Ioachim Băcăuanul, arhiereu-vicar al Episcopiei Hușilor.

### Viețuitori celebri

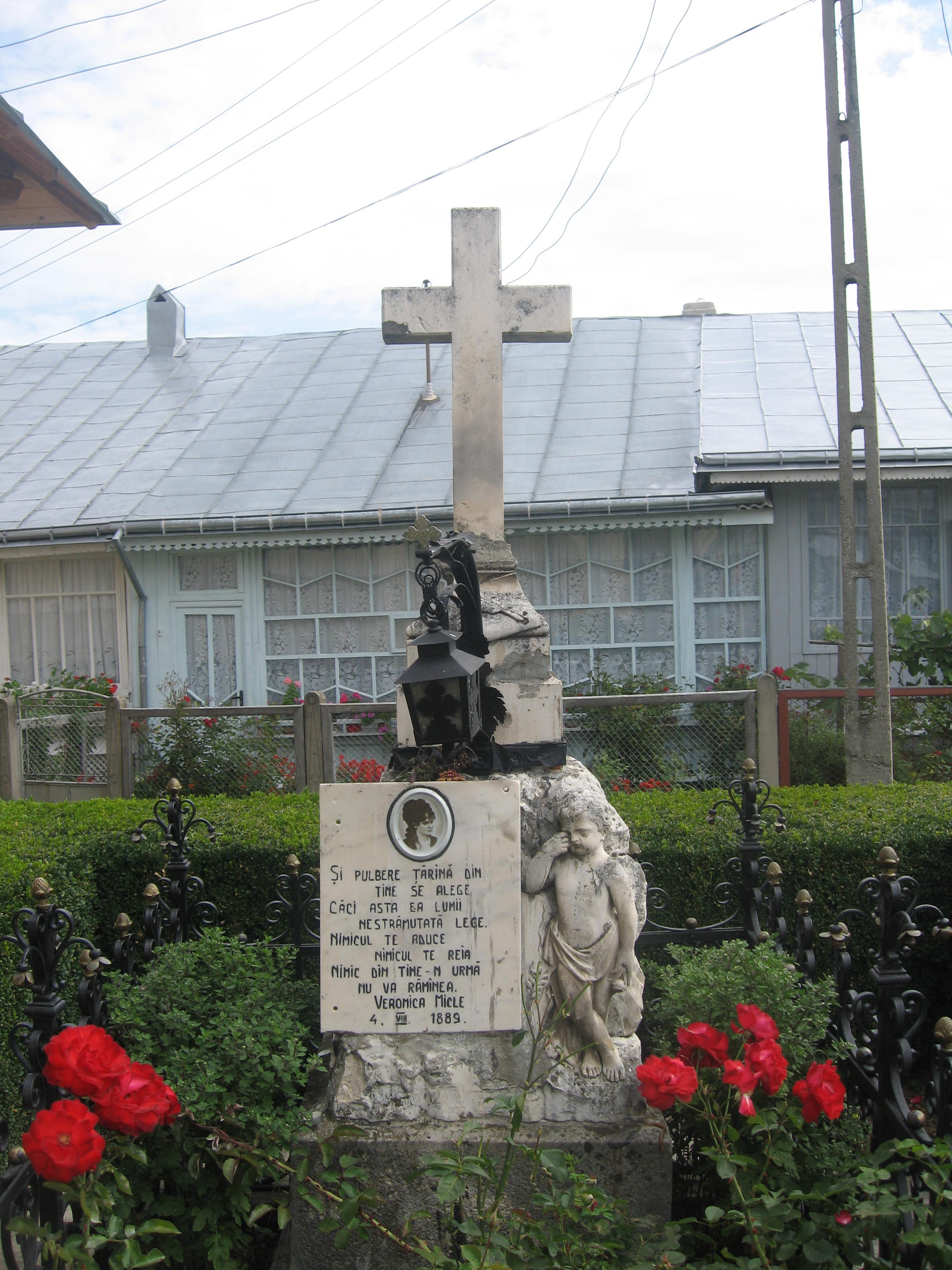
Monumentul funerar al Veronicăi Micle

În diferite perioade, la Mănăstirea Văratec au viețuit mai mulți teologi și oameni de cultură. Printre aceștia sunt de menționat următorii:
- poeta Veronica Micle (1850-1889) s-a retras la Văratec la două săptămâni de la înmormântarea poetului Mihai Eminescu. A locuit în casa Fevroniei Sârbu, obișnuind să se plimbe prin împrejurimi. Avea des migrene și era deprimată. În noaptea de 2/3 august 1889, poeta s-a sinucis cu arsenic. Doctorul Taussig a pus diagnosticul de congestie cerebrală și astfel Veronica Micle a fost înmormântată la 5 august în cimitirul mănăstirii, la umbra unui brad. Pe crucea modestă de lemn, a fost încrustat un epitaf scris de învățătoarea Maria Bănulescu:[19]

"În singurătatea mănăstirii

Sub bolta cerului albastru,

Suflet stingher al nemuririi

Lucești ca cel mai mândru astru."
Ulterior, acest epitaf a fost înlocuit cu un altul, scris chiar de Veronica Micle.
- protosinghelul Nicodim Măndiță (1889-1975), autor de cărți de învățături duhovnicești. A fost duhovnic la Văratec în perioada 1945-1962.
- episcopul Partenie Ciopron (1896-1980), fost episcop al Armatei (1937-1948) și al Romanului și Hușilor (1962-1978). După 15 ani de episcopat în Eparhia Romanului și Hușilor, s-a retras la 1 ianuarie 1978 la Mănăstirea Văratec, unde a decedat la 28 iulie 1980. A fost înmormântat în cimitirul mănăstirii.[20]
- arhimandritul Bartolomeu Anania (1921-2011), viitor mitropolit al Clujului, Albei, Crișanei și Maramureșului, s-a pensionat în anul 1982 din funcția de director al Institutului Biblic și de Misiune al Bisericii Ortodoxe Române, retrăgându-se la Mănăstirea Văratec pentru a se dedica scrisului. El a primit un apartament în casa episcopului Partenie Ciopron. Acolo a scris multe poezii și volumele de proză "Rotonda plopilor aprinși", "Amintirile peregrinului Apter", "Greul pământului" și "Cerurile Oltului". La Văratec a început diortosirea și adnotarea Sfintei Scripturi, lucrând până noaptea târziu.[21] A locuit aici până la alegerea sa ca arhiepiscop al Vadului, Feleacului și Clujului, la 21 ianuarie 1993.

După cum mărturisea el mai târziu, pe atunci "veneau multe personalități intelectuale, cum ar fi doamna academician Zoe Dumitrescu-Bușulenga, devenită mai târziu Maica Benedicta, doamna Ștefana Velisar Teodoreanu, văduva lui Ionel Teodoreanu, doamna Valeria Sadoveanu, văduva lui Mihail Sadoveanu, doamna Cornelia Pillat, văduva lui Dinu Pillat. Vara, în special, aveam adevărate șezători, audiții muzicale, o viață spirituală foarte frumoasă".
Referitor la șederea părintelui Bartolomeu la Văratec, maica stareță Iosefina Giosanu își amintea în 2011 că acesta "toată săptămâna o petrecea la masa de lucru și scria, scria, scria... Duminica și în sărbători lăsa însă masa de lucru pentru sfânta masă a altarului. Cobora la biserica mare din incinta mănăstirii și slujea Sfânta Liturghie împreună cu preoții slujitorii ai mănăstirii. Nu era mare liturghisitor, însă neîndemânarea liturgică era uitată de toți când începea să rostească predica. Vorbea într-o manieră atât de elegantă și pe înțelesul tuturor, încât maicile și cei prezenți parcă retrăiau epoca Sf. Ioan Gură de Aur. (...) După Sf. Liturghie se retrăgea, din nou, în apartamentul său și reîncepea să scrie. Din când în când, lăsa deoparte scrisul și mergea pe sub poala pădurii pentru a se destinde în mirificul peisaj al împrejurimilor Mănăstirii Văratic. Parcă sorbea din ozonul de brad acea putere și inspirație pentru a scrie mai departe operele sale".
- academicianul Zoe Dumitrescu-Bușulenga (1920-2006), care s-a retras în jurul anului 2000 la Mănăstirea Văratec unde, în 2005, s-a călugărit sub numele monahal de sora Benedicta. A fost înmormântată în cimitirul Mănăstirii Putna.

Vorbind despre Mănăstirea Văratec, Zoe Dumitrescu-Bușulenga afirma: "Când am intrat pe drumul de la Piatra Neamț într-acoace, (...) am intrat într-o stare foarte ciudată. Mi se părea că sunt într-un decor. Într-un decor, într-o scenă turnantă, fiindcă nu realizam bine unde sunt. Erau colinele alea superbe, erau tăpșanurile acelea splendide, acoperite cu iarba verde, uneori erau norii vineții, alteori nori albi, cumulus, alții încărcați de ploaie, mergeau pe cer – aveam tot timpul senzația că decorul se schimbă într-un fel straniu. Și deodată, am început să mă întreb ce se petrece, adică eram neliniștită – dar era o neliniște metafizică. Și când am ajuns aici (aveam senzația că nu se termină drumul!), când am ajuns aici, am intrat întâi în incinta mănăstirii, după aceea am venit aici, mi s-a părut totul mai altfel decât la alte mănăstiri. (...) Deci, peisajul m-a fascinat mai întâi. Și simțeam că în peisajul ăsta stăpânesc niște forțe. (...) De 25 de ani, însă, am înțeles. Aici, la Văratec, a fost ceea ce au numit un topos sacru, cum zice grecul, loc sfânt." 

## Biserica "Adormirea Maicii Domnului"

### Istoric

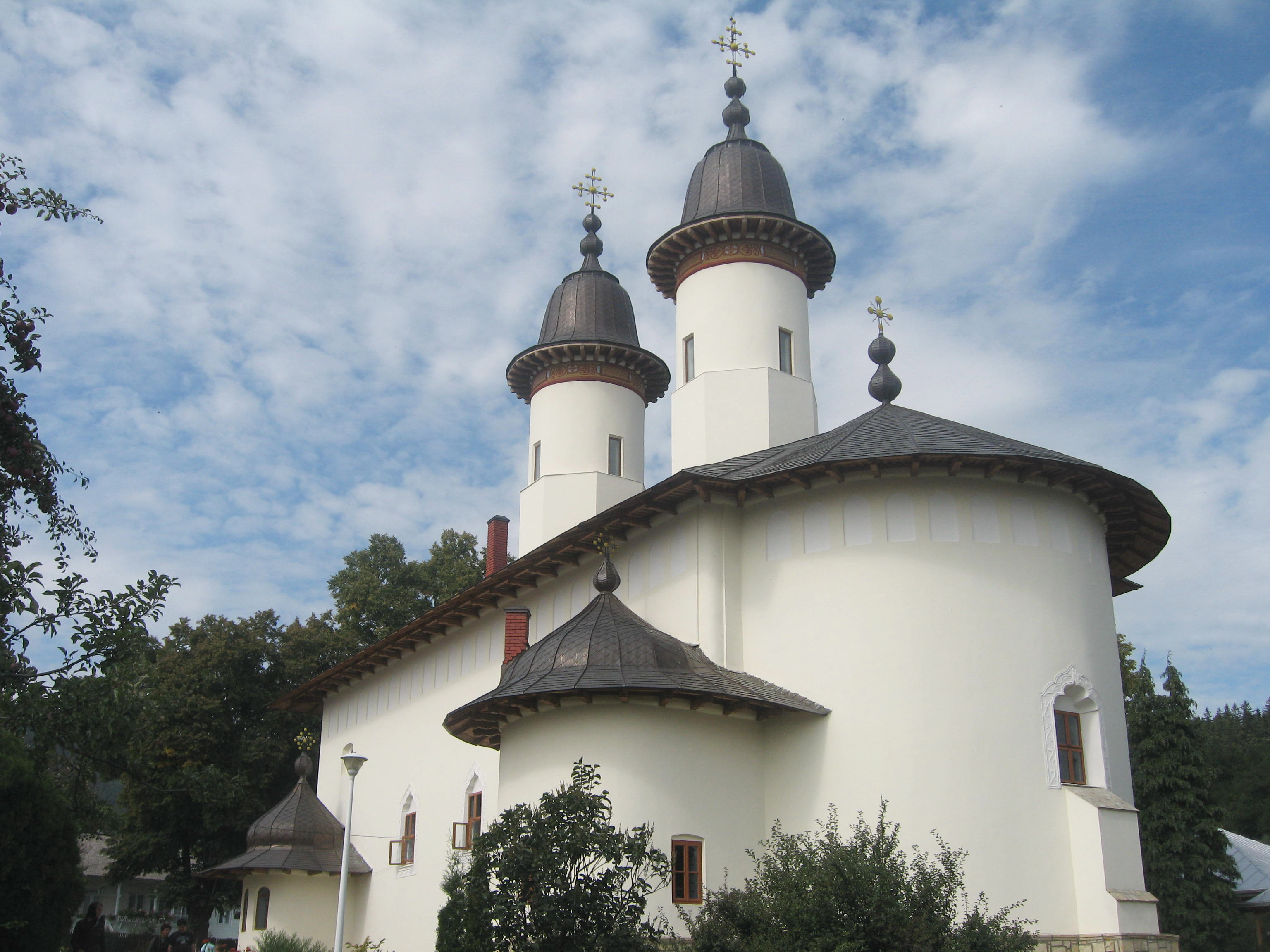
Biserica "Adormirea Maicii Domnului", sfințită în 1812

Biserica "Adormirea Maicii Domnului" a fost zidită între anii 1808-1812, fiind sfințită în anul 1812. A fost pictată în 1841, după care a fost sfințită de mitropolitul Veniamin Costachi și i s-a pictat o pisanie deasupra ușii de intrare în pronaos. Această pisanie este scrisă în limba română cu alfabet latin și conține următorul text: "La anul 1808 sau zidit aç(e)astă sf(â)ntă biserica, çe sa praznuește hramul Adormirea Maicei Domnului prin ostinelile sfin. sale a pre cuvi. părintelui Iosif dohovnicul și a starițăi Olimbiedii, iar cei întăi ctitori au fost maicile din acest locașu. Al doilea mari ctitori au fost Doamna Elencu Paladi, cari au danuit 4 moșâi și maica Elisaveta Balș au dănuit moșia Vulturești, maica Safta Brancovenu au hârăzit moșeile Osica și Vlâdulenii cu mai multe îndatori în testamentu sâu. Iarâ celelalte moșii, vii și acarete ce au danuit și alți ctetori sunt scrisâ în cartea vieții spre veçnica lor pomenire. 1841 otomvrii 20".
Fresca interioară a fost refăcută, în stil neobizantin, în anul 1882, după cum atestă o inscripție aflată în partea de nord a pridvorului: "Această biserică s-a zugrăvit cu oloiu de numiții zugravi T. Ioan și D. Iliescu la anul 1882". Fiind afumată, pictura a fost spălată și curățată în anii 1968-1969 de către pictorul restaurator Arutium Avachian.
Edificiul avea inițial două turle de zid (pe naos și pronaos). Mai târziu i-au mai fost adăugate alte două turle mai mici, de lemn, deasupra pridvorului și a altarului. În anul 1900, acoperișul bisericii a ars într-un incendiu, iar turlele din lemn nu au mai fost reconstruite.
În partea dreaptă a pronaosului bisericii, în fața stâlpilor de susținere a cafasului, se află mormântul duhovnicului Iosif, ctitorul mănăstirii, decedat la 28 decembrie 1828. Pe placa sa funerară, care nu este cea originală, se află următoarea inscripție: "Cuviosul ieroschim. Iosif fondatorul și duhovnicul sf. Mănăstiri Văratic, trecut la cele veșnice 28 dec. 1828". Chipul acestuia este reprezentat pe peretele din spatele mormântului. Unii specialiști presupun că tot în această zonă a bisericii se află și mormintele maicii Olimpiada și ale starețelor Nazaria (1788-1814) și Magdalena (1815-1822), fără ca acestea să fie marcate.

### Arhitectură
Biserica "Adormirea Maicii Domnului" a fost construită din piatră de râu și cărămidă. Ea are un plan dreptunghiular, fără abside laterale și cu absida altarului semicirculară. Edificiul este susținut de patru contraforturi scunde. Sub streașină, biserica este înconjurată de un brâu de ocnițe oarbe. Pe acoperiș se află două turle de zid (pe naos și pronaos) de formă semicirculară, sprijinite pe baze poligonale înalte. Intrarea în biserică se face prin două uși aflate pe laturile de nord și de sud ale pridvorului și adăpostite de două pridvorașe mici cu acoperiș în formă de bulb, precum și printr-o ușă în peretele diaconiconului (de pe latura sudică a bisericii).
Interiorul este împărțit în patru încăperi: pridvor, pronaos, naos și altar. Deasupra pridvorului se află o tainiță, unde se păstrau odoarele de preț ale mănăstirii. Între pronaos și naos se află doi pilaștri masivi cu capiteluri în stil ionic. În părțile laterale ale naosului sunt scobite abside laterale în grosimea zidurilor.
Catapeteasma, ce separă naosul de altar, este sculptată în lemn de tisă și poleită cu aur. Ea a fost confecționată de Constantin Zugravul în 1816, pe cheltuiala logofetesei Elencu Paladi. Absida altarului are formă semicirculară, având o încăpere pentru diaconicon pe latura sudică și o nișă pentru proscomidiar pe latura nordică.

### Mormintele de lângă absida altarului

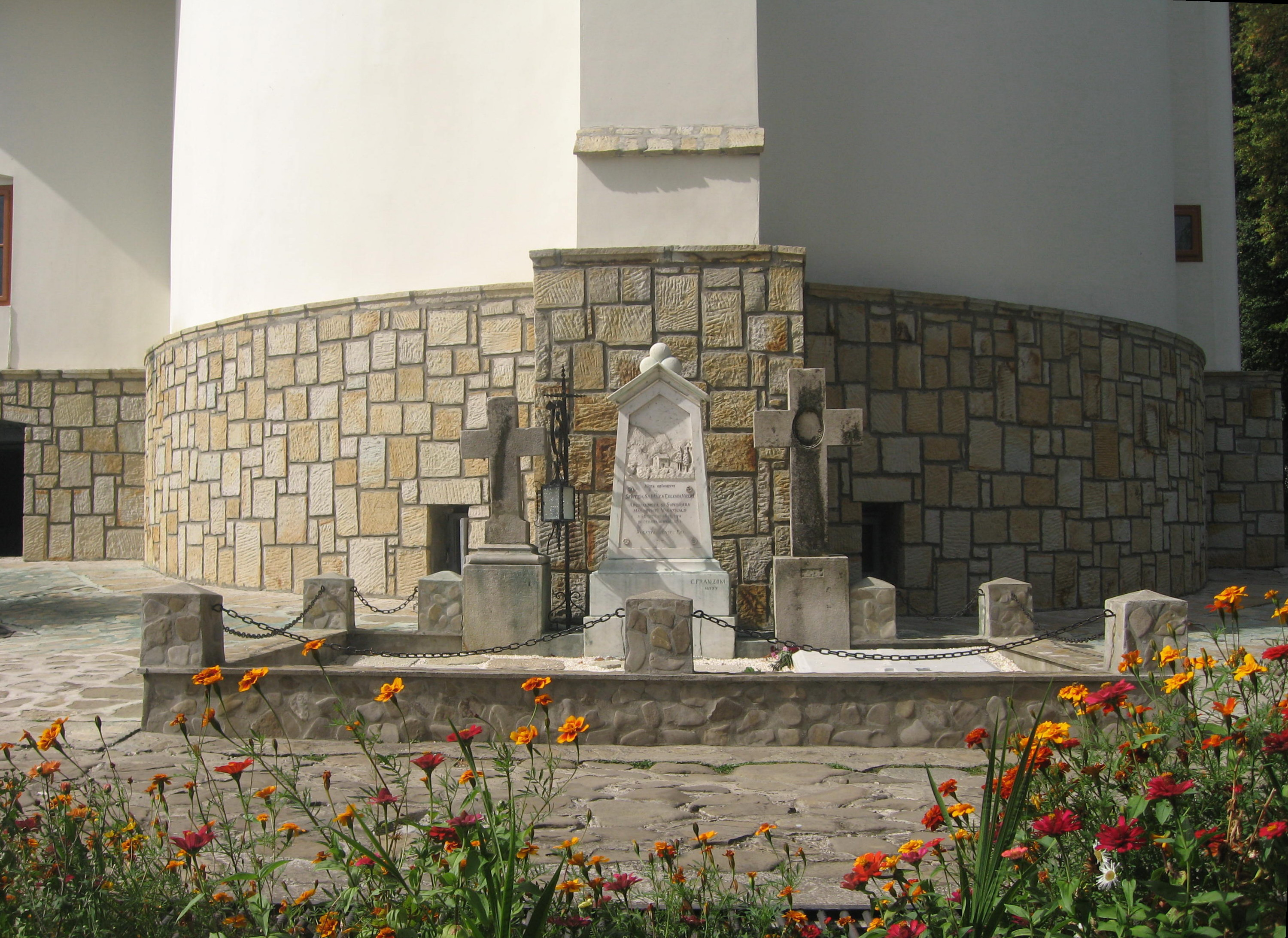
Mormintele aflate în spatele altarului

Sub absida altarului se află un osuar unde au fost depuse osemintele maicilor din vechiul cimitir al mănăstirii.
În exteriorul bisericii, lângă absida altarului, se află mormintele acoperite de plăci funerare ale unor călugărițe care au jucat un rol important în istoria comunității monahale de la Văratec. Aici sunt înmormântate următoarele maici:
- arhimandrita Eugenia Negri (1818-1894) - sora scriitorului și omului politic Costache Negri și superioara Mănăstirii Văratec în perioada 1887-1894. Deasupra mormântului se află un monument funerare din marmură, având un basorelief sculptat cu o casă aflată într-o pădure de munte și o inscripție în limba română cu următorul text: "Aicea odihneste Sfințzia-Sa Maica Eugenia Negri Arhimandrită și Superioara Mănastirei Varaticulŭ născută in anul 1818 decedată in anul 1894. Rugațivă pentru Ea!" Iar la baza soclului este scris numele sculptorului "G. Franzoni Jassy".
- arhimandrita Veniamina Hermeziu (1 martie 1821 - 24 februarie 1904) - stareță a mănăstirii în perioada 6 august 1894 - 24 februarie 1904. Pe placa sa funerară din marmură se află următoarea inscripție în limba română: "Arhimandrita Veniamina Hermeziu 1821 (1 martie) - 1904 (24 februariu) Starița Mănăstirei Varatec 1894 (6 augustu) - 1904 (24 februariu)".
- schimonahia Evghenia Ștefănescu (1821 - 19 iulie 1889) - fiica preotului Petru din Gârcina și sora episcopului Melchisedec Ștefănescu al Romanului; a îndeplinit funcțiile de veșmântăriță și mare eclesiarhă a bisericii mari. Pe placa sa funerară din marmură se află următoarea inscripție în limba română: "Roba lui D-zeu Schimonachia Evghenia Stefanescu fiica preotului Petru din satu Garcina. Nascuta la 1821 și decedata la 19 iulie 1889. A servit la biserica mare din Monastira Varaticu 30 de ani ca vestmintarita și ecliarcha mare".
- arhimandrita Eufrosina Lazu (1797 - 13 mai 1887) - ucenică a Maicii Olimpiada și stareță a mănăstirii în perioada 1844 - 13 mai 1887. Pe placa sa funerară se află următoarea inscripție în limba română: "Arhimandrita Efrosina Lazu născută în anulŭ 1797, călugărită în anulŭ 1814, aleasă stariță în anulŭ 1844. A încetatŭ din viață la 13 maiŭ anul 1887".
- Ecaterina Balș (22 iulie 1814 - august 1887) - născută în familia Dimachi, a doua soție a generalului Teodor Balș (1805-1857), caimacam al Moldovei în perioada 1856-1857, cu care se căsătorise la 30 iunie 1846 la Dimăcheni (Dorohoi). Pe placa sa funerară din marmură se află următoarea inscripție în limba română cu caractere chirilice: "Aici odihnește Ecaterina Feodor Balș soția generalului Feodor Balș caimacan al Moldovei născută la 22 iulie 1814 încetată din viață la anul 1887 august".
- Veniamina Pribagu (d. 1895) - iconoamă a mănăstirii
- În osuarul mănăstirii Văratec se găsesc osemintele lui Moș Gheorghe Lazăr și ale schimonahiei Safta Brâncoveanu.

## Alte biserici ale mănăstirii

### Biserica "Nașterea Sf. Ioan Botezătorul"

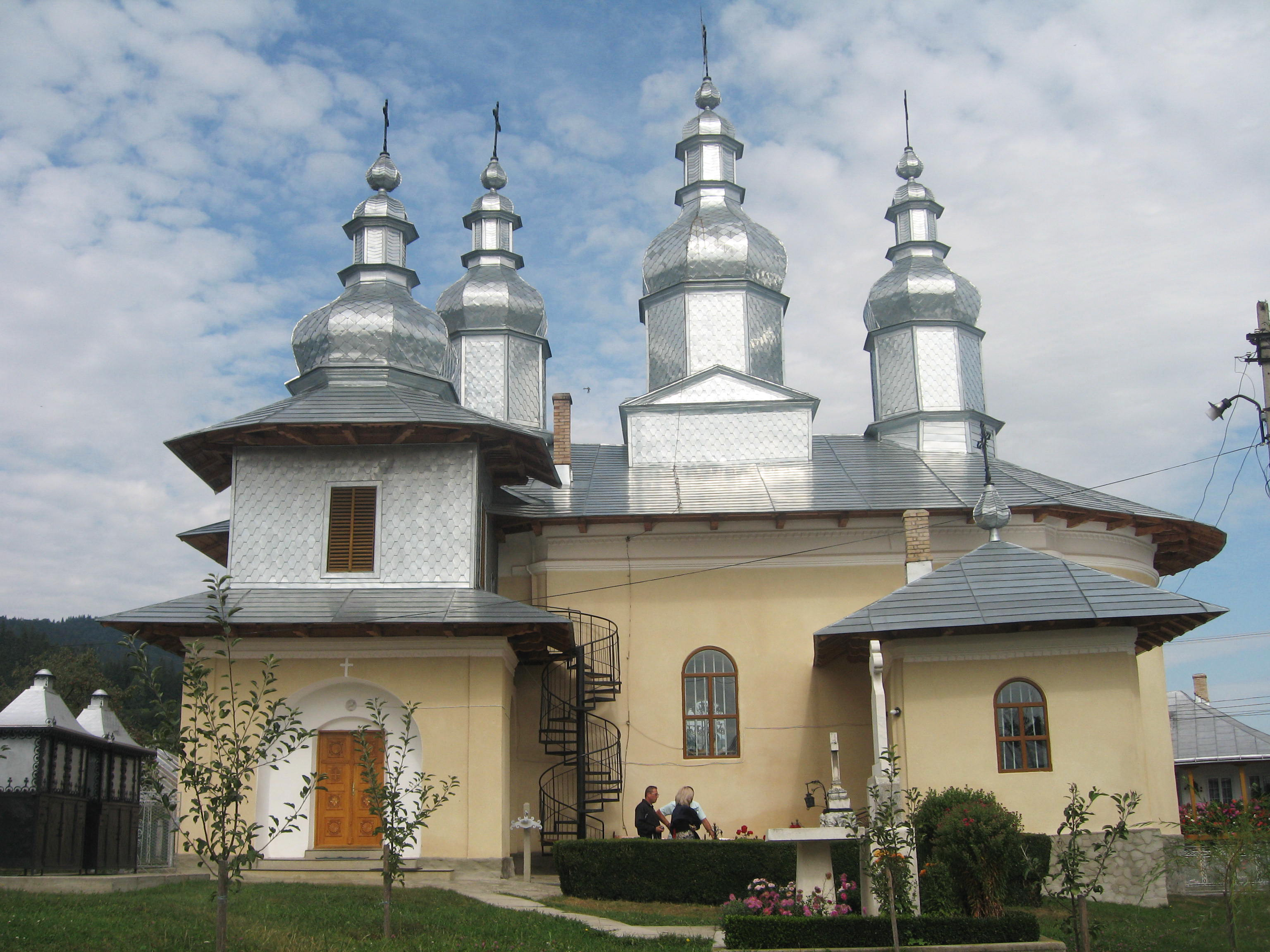
Biserica "Sf. Ioan Botezătorul", construită în 1844

Biserica "Nașterea Sf. Ioan Botezătorul" a fost construită din lemn în anul 1817, în cimitirul vechi al mănăstirii, aflat la o distanță de aproximativ 150 m sud-est de Biserica "Adormirea Maicii Domnului", pe o culme joasă. Acest lăcaș de cult s-a realizat prin osârdia maicii Olimpiada, fondatoarea mănăstirii.
Biserica de cimitir a fost refăcută din piatră în anul 1844, după cum atestă o inscripție aflată pe zidul vestic, în timpul stăreției maicii Eufrosina Lazu. Referitor la construirea bisericii, în pomelnicul lăcașului de cult sunt precizate următoarele: "Fondatorii sfintei biserici au fost mai întâi Sfinția sa schimonahia Eufrosina Lazu, arhimandrită și stareța sfintei mănăstiri Văratecu. Și în al doilea, cu ajutorul soborului și altor făcători de bine". Ea a suferit unele adăugiri în jurul anului 1880.
Biserica are plan dreptunghiular, având atașat un pridvor în colțul sud-vestic și un diaconicon în colțul de sud-est. Deasupra pridvorului se află turnul-clopotniță din lemn având deasupra o turlă tot din lemn. Pe acoperișul lăcașului de cult se află trei turle înalte, din lemn.
Interiorul este compartimentat în pridvor, pronaos, naos și altar. Pronaosul este separat de naos printr-o arcadă masivă, iar absidele laterale sunt scobite în grosimea zidurilor. Pereții interiori ai lăcașului de cult și icoanele din catapeteasmă au fost pictați în 1880 de zugravii T. Ioan și D. Iliescu, aceeași care au pictat în 1882 și pereții Bisericii "Adormirea Maicii Domnului".
În apropierea zidului sudic al bisericii se află mormântul poetei Veronica Micle (1850-1889). Acesta este singurul mormânt rămas din vechiul cimitir al mănăstirii, după ce osemintele din celelalte morminte au fost deshumate și depuse în osuarul de sub altarul Bisericii "Adormirea Maicii Domnului". Pe placa de marmură de pe monumentul funerar este înscris următorul epitaf în versuri:
"Și pulbere țărînă din tine se alege

Căci asta e a lumii nestrămutată lege.

Nimicul te aduce, nimicul te reia

Nimic din tine-n urmă nu va rămînea.

Veronica Micle. 4. VIII. 1889"
În prezent, această biserică este întrebuințată pentru pravila zilnică a călugărițelor.

### Biserica "Schimbarea la Față"

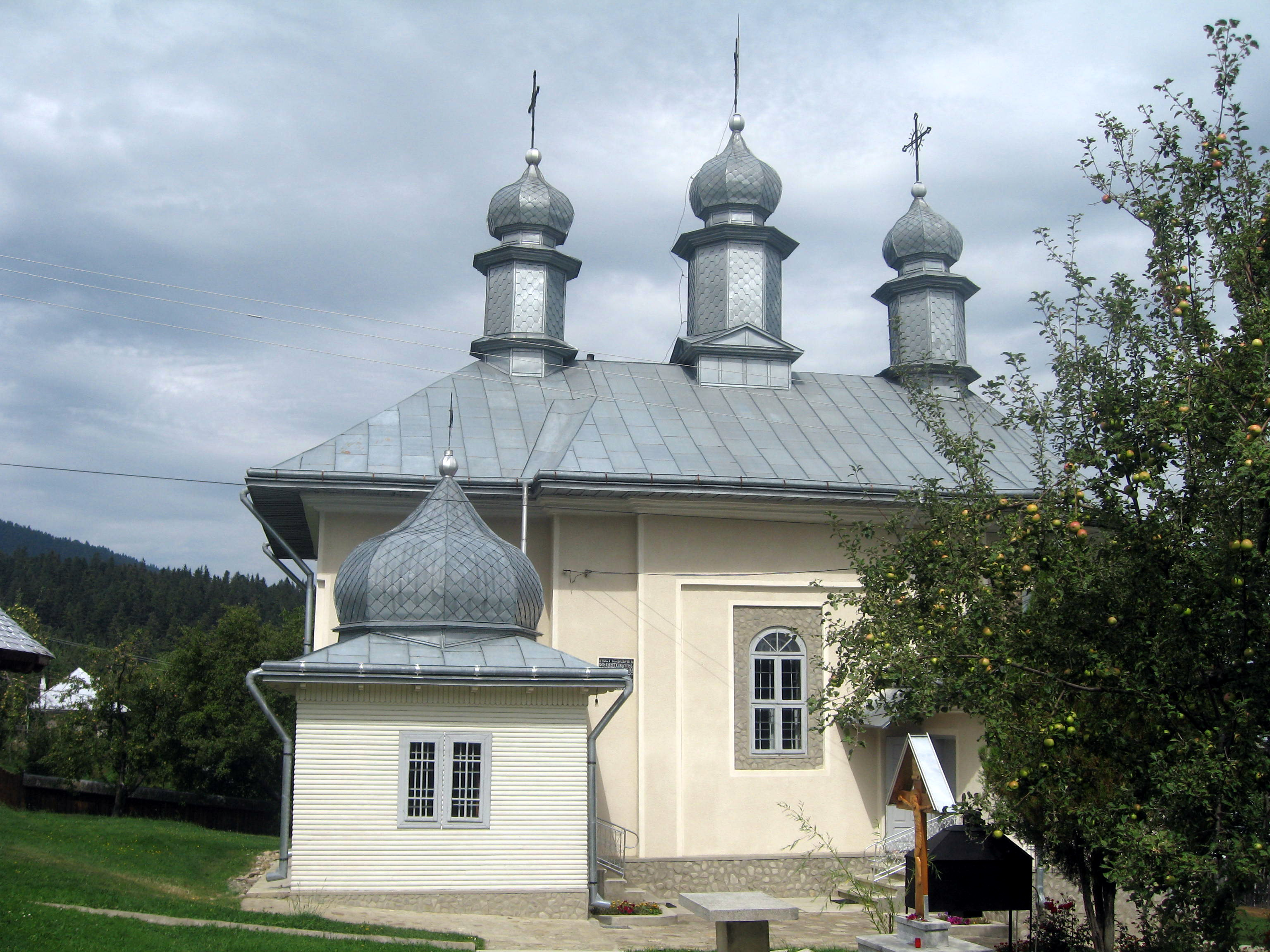
Biserica "Schimbarea la Față", sfințită în 1847

Biserica "Schimbarea la Față" a fost construită în perioada 1845-1847, prin strădania stareței Eufrosina Lazu, fiind sfințită la 2 noiembrie 1847. Construcția acestei biserici a avut loc ca urmare a extinderii așezării mănăstirești spre sud și sud-vest. Hramul lăcașului de cult este Schimbarea la Față, sărbătorită în fiecare an la 6 august.
Pe zidul sudic al edificiului a fost amplasată o pisanie în limba română cu caractere chirilice, având următorul text: "Această s. bisărică sau făcut cu cheltueala făcătorilor de bine prin osărdiea și ostăneala sfinți(ei) sale, maicei E(u)frosina Laz(u) starița sn. mon. Varatecul, și sau sfințit la a. 1847, noemvri(e) 2".
Biserica are plan dreptunghiular, având atașat un pridvor de lemn în colțul sud-vestic. Pe acoperișul lăcașului de cult se află trei turle înalte, din lemn. Inițial era compartimentată în pronaos, naos și altar, dar ulterior a fost construit un pridvor de lemn pentru a proteja intrarea situată la sud-vest. Acest lăcaș de cult are o catapeteasmă veche, care datează de la jumătatea secolului al XIX-lea. Biserica a fost pictată abia în anul 1965 de către Eremia Profeta (1914-2002).
La intrarea în curtea bisericii, înspre est, a fost zidit un turn-clopotniță, în care se afla un clopot de pe vremea maicii Olimpiada (1838) și unul rămas de la Eufrosina Lazu (1851).
În prezent, prin curtea acestei biserici se intră în cimitirul actual al mănăstirii, amplasat spre nord-vest.

## Turnul-clopotniță
Turnul-clopotniță este o construcție masivă din zid, cuprinsă în corpul de chilii de pe latura de est a incintei, construit în prima jumătate a secolului al XIX-lea. Acest corp de chilii are două nivele, cu prispă largă, sprijinită pe șiruri de coloane din lemn.
Amplasat la 80 m est de Biserica "Adormirea Maicii Domnului", turnul-clopotniță are un gang de intrare la parter și două etaje de formă pătrată. În încăperea de la primul etaj a fost amenajat în anii 1840-1850 paraclisul "Sf. Ierarh Nicolae". Acoperișul turnului-clopotniță are formă de mitră arhierească.

## Obiecte de patrimoniu

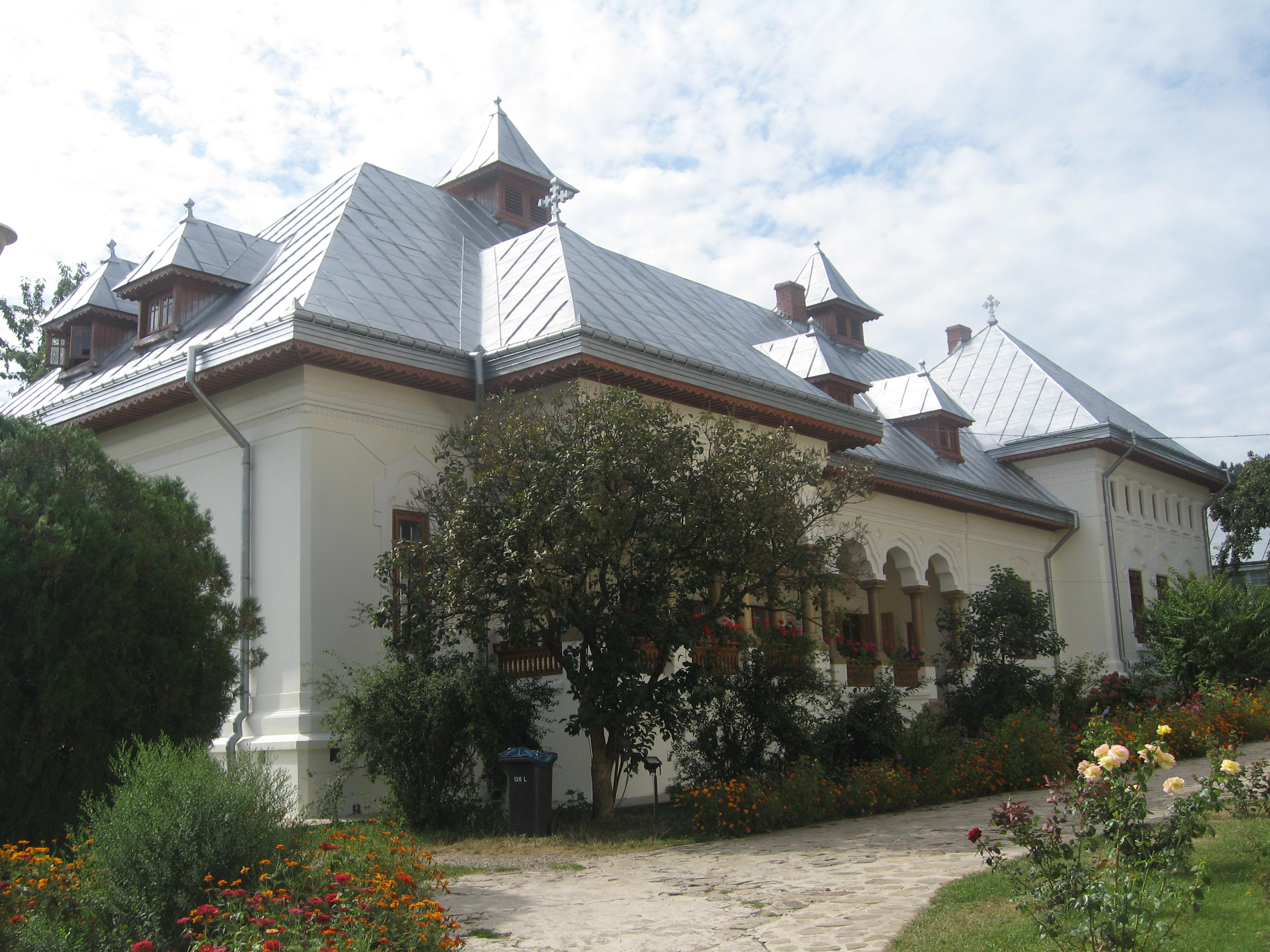
Muzeul mănăstirii

În anii 1960-1961 în câteva încăperi din cadrul mănăstirii a fost amenajat un muzeu unde este expusă colecția de obiecte bisericești - broderii, icoane, vase liturgice, manuscrise, cruci etc. - cu valoare istorică și artistică.
Printre aceste obiecte de patrimoniu sunt de menționat următoarele:
- icoanele din secolul al XV-lea de la Mănăstirea Râșca și cele din veacurile XVI-XVII de la bisericile din Văleni - Piatra-Neamț și Topolița
- icoanele îmbrăcate în anul 1827 în argint aurit de către meșterul argintar Ion Atanasiu din Iași
- un epitaf lucrat în fir de aur și argint de Smaranda Niculce în 1798
- felon, epitrahil și mânecuțe cu motive florale, brodate pe catifea grena cu fir de aur și argint de Safta Brâncoveanu
- o cruce cu trei brațe, sculptată în lemn de chiparos, făcută în 1596 și adusă de la Schitul Topolița
- crucea de procesiune din lemn de măslin donată în 1852 de Gheorghe și Maria Hermeziu
- potirul din argint aurit dăruit în 1840 de Safta Brâncoveanu
- Evanghelia în limba slavonă, tipărită la Liov în 1644 și ferecată în argint
- Evanghelia în limba greacă, tipărită la Veneția în 1811, ferecată în argint aurit și împodobită cu icoane emailate
- Evanghelia cea mare tipărită la Mănăstirea Neamț în 1821, ferecată în argint aurit
- Târnosania, manuscris legat în piele, copiat în 1752 de protopopul Vasilie
- Hronograf, manuscris legat în piele, copiat în 1805 de maica Olimpiada

## Mănăstirea Văratec în literatură

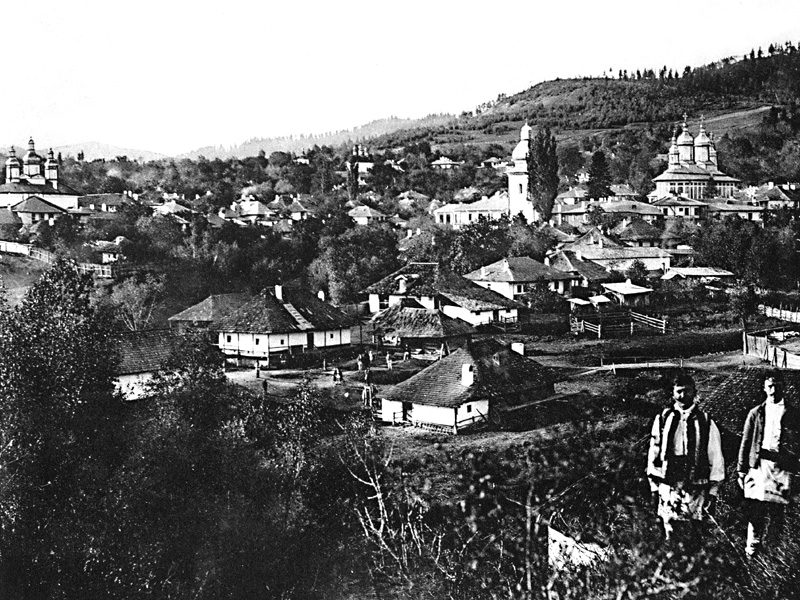
Mănăstirea Văratec - fotografie de epocă din perioada 1901-1904. A fost realizată de Alexandru Antoniu (1860-1925) și publicată în Album general al României: compus din 300 tablouri reprezentînd monumentele istorice și contimporane, posițiuni pitoresci, Domeniul Coroanei și costume naționale cu descrierea istorică și pitorească (Dresden, C. G. Röder, 1901-1904).

Mănăstirea Văratec a fost descrisă în mai multe opere literare care descriu zona munților Neamțului.
Printre primii autori care au descris Mănăstirea Văratec se află diplomatul Wilhelm de Kotzebue (1813-1887), care a trăit 15 ani în Principatul Moldovei și s-a căsătorit în 1842 cu una dintre fiicele prințului Gheorghe Cantacuzino și ale Elenei Gorciakof. El a scris o carte de memorii intitulată Aus der Moldau. Bilder und Skizzen (publicată la Leipzig în 1860), care a fost tradusă în limba română de Anna Rosetti-Maiorescu în 1884, la București, sub titlul Din Moldova. Descrieri și schițe. În schița „Mănăstirea Tomnatica (Varatic)”, diplomatul german descrie o călătorie făcută în zilele de 11 și 12 iulie 1853 la Mănăstirea Văratec. El este încântat de priveliștea maiestuoasă, cu munți care „se înălțau în fața noastră, acoperiți cu păduri tufoase de brazi întunecoși”. Pe atunci, în mănăstire viețuiau vreo 800 de călugărițe. În jurul bisericii se aflau case călugărești risipite pe un vast teritoriu, despre care Kotzebue scria: „Casele și căsuțele umbrite de copaci bătrâni erau împrăștiete fără nici-o regulă; câte unele se rătăciseră până la marginea pădurii, și ferestele luceau ca aurul în razele soarelui ce apunea. Garduri de lemn de felurite chipuri despărțeau grădinile unele de altele; totul se arăta curat și bine ținut și înfățoșa icoana unei vieți regulate dusă de o numeroasă și pașnică colonie. Din mijlocul acestor case se înălțau turnurile a două biserici ciudat zugrăvite cu multe fețe, și sunetele clopotelor pentru vecernie ajungeau rar și limpede până la noi”.
Musafirii au fost întâmpinat de 14 maici care le-au adus o tavă cu dulceață și un pahar de apă. Au fost găzduiți într-o chilie în care se aflau canapele și jilțuri umplute cu lână, mese rotunde, ceasornice, bibelouri, farfurii de porțelan, tabachere și cărți. Li s-a adus cafea turcească, iar musafirii și-au aprins ciubucele. Kotzebue împarte călugărițele în trei categorii: cele intrate aici din vocație, fetele sărace venite aici pentru a scăpa de viața grea și fete din familiile boierești aduse aici de părinți pentru a nu reduce moștenirea ce urma a fi lăsată celorlalți copii.
Printre primii scriitori care au poposit aici s-a aflat și poetul și diplomatul Dimitrie Bolintineanu, aflat în toamna anului 1857 într-o călătorie prin Principatul Moldovei. El a descris această călătorie în volumul de memorialistică Călătorii în Moldova (1859). Poetul a mers la Mănăstirea Văratec, unde fusese invitat cu câteva zile înainte de către maica Eugenia Negri. Pe drumul spre mănăstire, el întâlnește trei trăsuri, în prima dintre ele aflându-se maica Eugenia ce mergea la Iași. Aceasta se oferă să-i însoțească la mănăstire, dar poetul nu vrea să primească, iar în cele din urmă maica Eugenia le recomandă o maică care urma să le deschidă casa sa drumeților și să le ofere găzduire. Înainte de a intra în incinta monahală, „trecurăm printr-un sat. Acest sat este format în mare parte de casele călugăriților. Un oraș de călugărițe!”.
El descrie casa maicii Eugenia, unde găsește o bibliotecă în care se aflau toate cărțile tipărite până atunci în limba română și un salon care rivaliza în lux cu cele mai renumite saloane din Iași. Pe atunci, la Văratec viețuiau mai multe sute de călugărițe, care formau un sat mănăstiresc. El laudă patriotismul maicii Safta Brâncoveanu, „acea femeie extraordinară pentru timpul nostru; ea lăsă poziție strălucită, bogății mari și, oprindu-și o parte din veniturile sale, se retrase într-această mănăstire. Călugărițele din Văratec ne spuseră că, puțin timp înainte de a muri, bătrâna Brâncoveancă zicea: «Este un an de când era să sfârșesc cu viața; dorința însă a vedea Principatele unite, mi-a lungit zilele; acum speranța este pierdută pentru mine; nu mai am pentru ce să trăiesc»”.
Memorialistul Nicolae T. Orășanu a vizitat mănăstirea în anul 1860, scriind următoarele: „Această mănăstire în care locuiesc peste șase sau șapte sute de maici (...) are una dintre cele mai frumoase pozițiuni din Moldova (...) Aici am cunoscut pe maica Eugenia Negri, sora reprezentantului nostru la Constantinopol - Costache Negri - care e o femeie foarte respectabilă și amatoare de instrucțiune”.
Copilărind în satul Humulești din apropierea mănăstirii, marele scriitor Ion Creangă a descris zona unde a copilărit la începutul părții a III-a din Amintiri din copilărie (1881). El o menționează cu următoarele cuvinte: „Varaticul, unde și-a petrecut viața Brancoveanca cea bogată și milostivă”.
Prozatorul Mihail Sadoveanu a călătorit și el la mănăstire, scriind în volumul Oameni și locuri (1908) următoarele: „Maici, unele bătrâne, cu fețele liniștite, altele tinere, care te privesc în treacăt, cercetător ca orice femei curioase, trec drumul. (…) Sunetul clopotului se împrăștie dulce la sfârșitul liniștit al zilei. Apoi contenește. Și peste sat se întinde tăcerea mai mare, și peste sat, și-n muntele încărcat de brazi sumbri care se ridică drept deasupra bisericii în roșața asfințitului”.
Pe aici a trecut și scriitorul Calistrat Hogaș în călătoriile sale prin Munții Neamțului de la sfârșitul secolului al XIX-lea, descriind mănăstirea în povestirea „De la Văratic la Săcu” din volumul Pe drumuri de munte (1912). După cuvintele scriitorului, Mănăstirea Văratec „își revarsă valurile sale de case albe pe poalele colinelor, cu care se isprăvesc munții săi”. El a stat două zile, constatând că în lunile de vară veneau aici o mulțime de oaspeți din toate părțile Moldovei pentru o lună sau chiar două, dorind să-și căute odihna sufletească în aceste locuri însuflețite de o viață mai dulce și mai tihnită. Studiind chipul călugărițelor, Hogaș observă o „fățarnică smerenie”, fiind cuprins de milă și revoltă față de „atâta tinerețe, atâta vigoare și atâta frumusețe chiar înmormântate sub mohorâta îmbrăcăminte sacramentală”.
Hogaș a fost impresionat de frumusețile naturale din jurul mănăstirii și de liniștea de aici: „munții Văraticului sunt așa de înalți, pădurile atât de umbroase, văile atât de tăinuite și de adânci, râurile atât de limpezi, fânețele atât de dese, de înalte și de înflorite, aerul atât de îmbălsămat, încât sufletul cel mai zglobiu se simte înmuiet de o dulce melancolie și ochiul călătorului se oprește visător când pe o frunză de mesteacăn tremurătoare, când pe potirul rumen al unei flori ce se leagănă molatic sub mângâierea dulce a vântului, când pe unda care, veselă că a izbutit să se suie pe spatele unui bolovan greoi, trece de ceea parte, îi spune o glumă și-și urmează drumul înainte, scăldându-se în raze de soare”.
Scriitorul și teologul Gala Galaction a prezentat și el peisajul monahal de la Văratec. „Dacă mă gândesc la Varatec, îi văd turlele cum se ivesc peste livezi și peste holde, văd alături Filiorul, dealul rotund ca un arici și purtând pe el stejari în loc de țepi, văd căsuțele albe ca omătul risipite larg printre sutele de nuci și cireși, văd biserica Sf. Ioan, mormântul Veronicăi Micle (...) și de prin prejur dealuri de aluni și de mesteacăni, văi albite de romaniță, zidurile negre ale pădurilor de brad”.

## Imagini

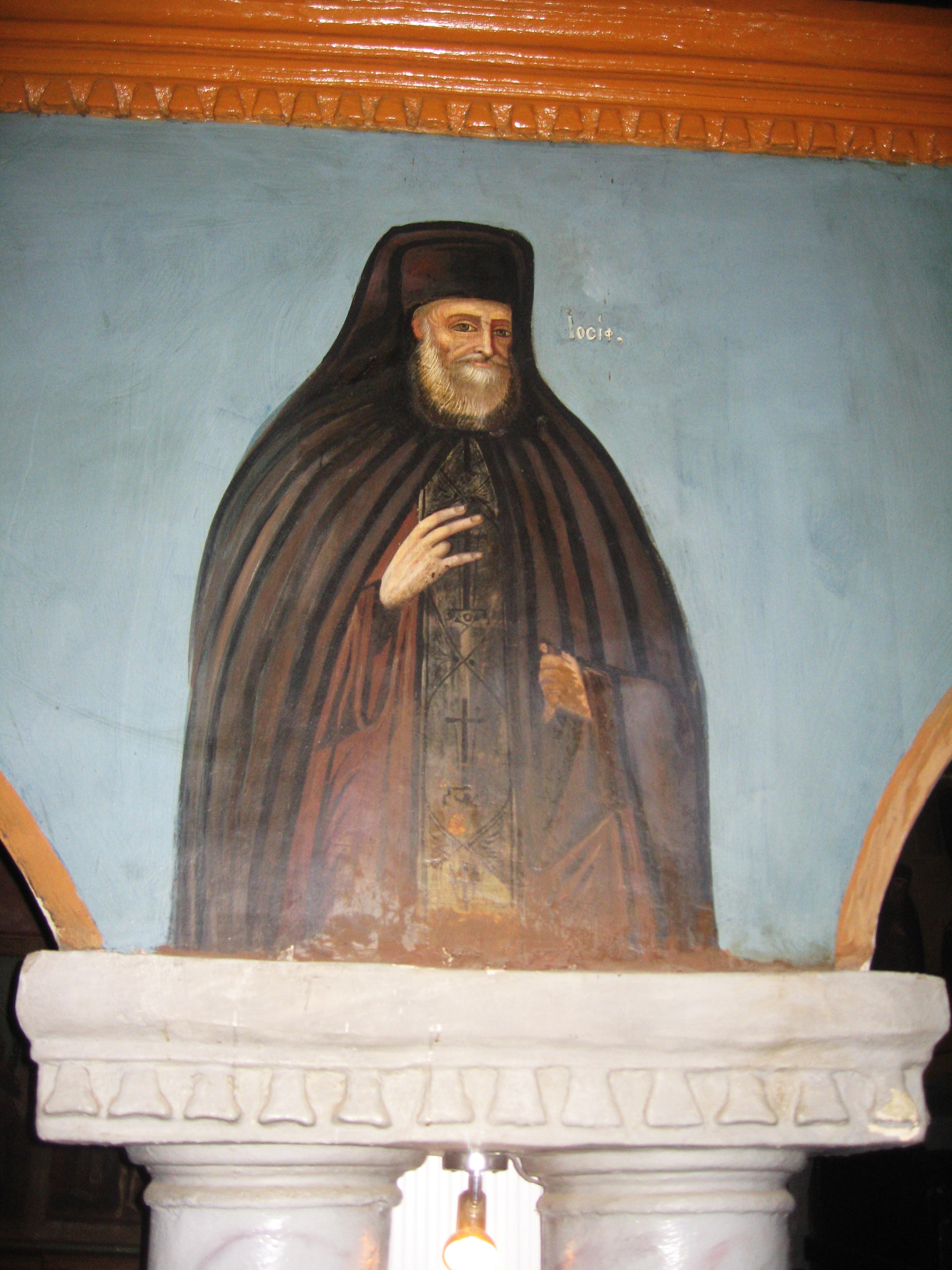
Ieroschimonahul Iosif, fondatorul și duhovnicul mănăstirii
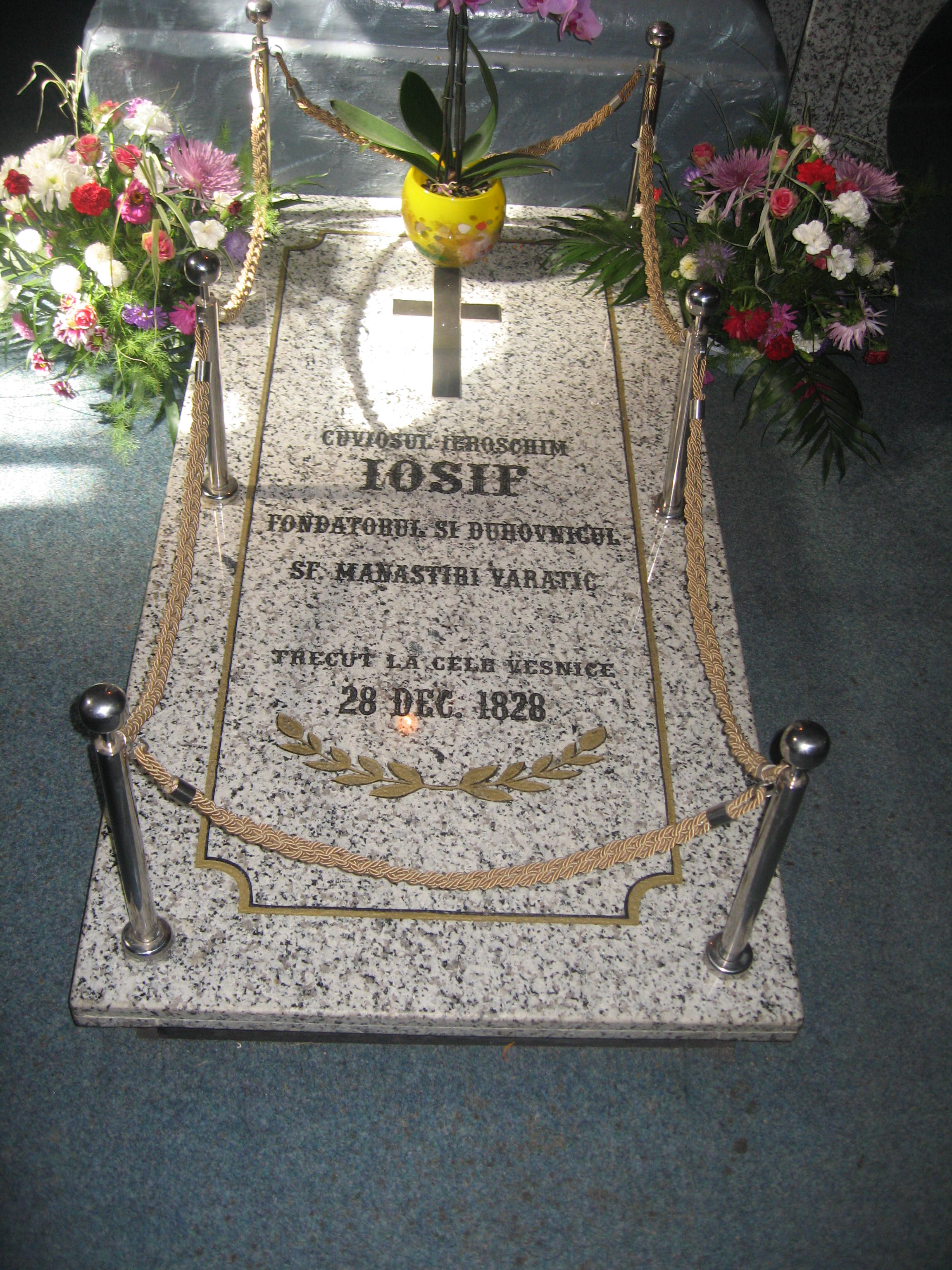
Mormântul ieroschimonahului Iosif
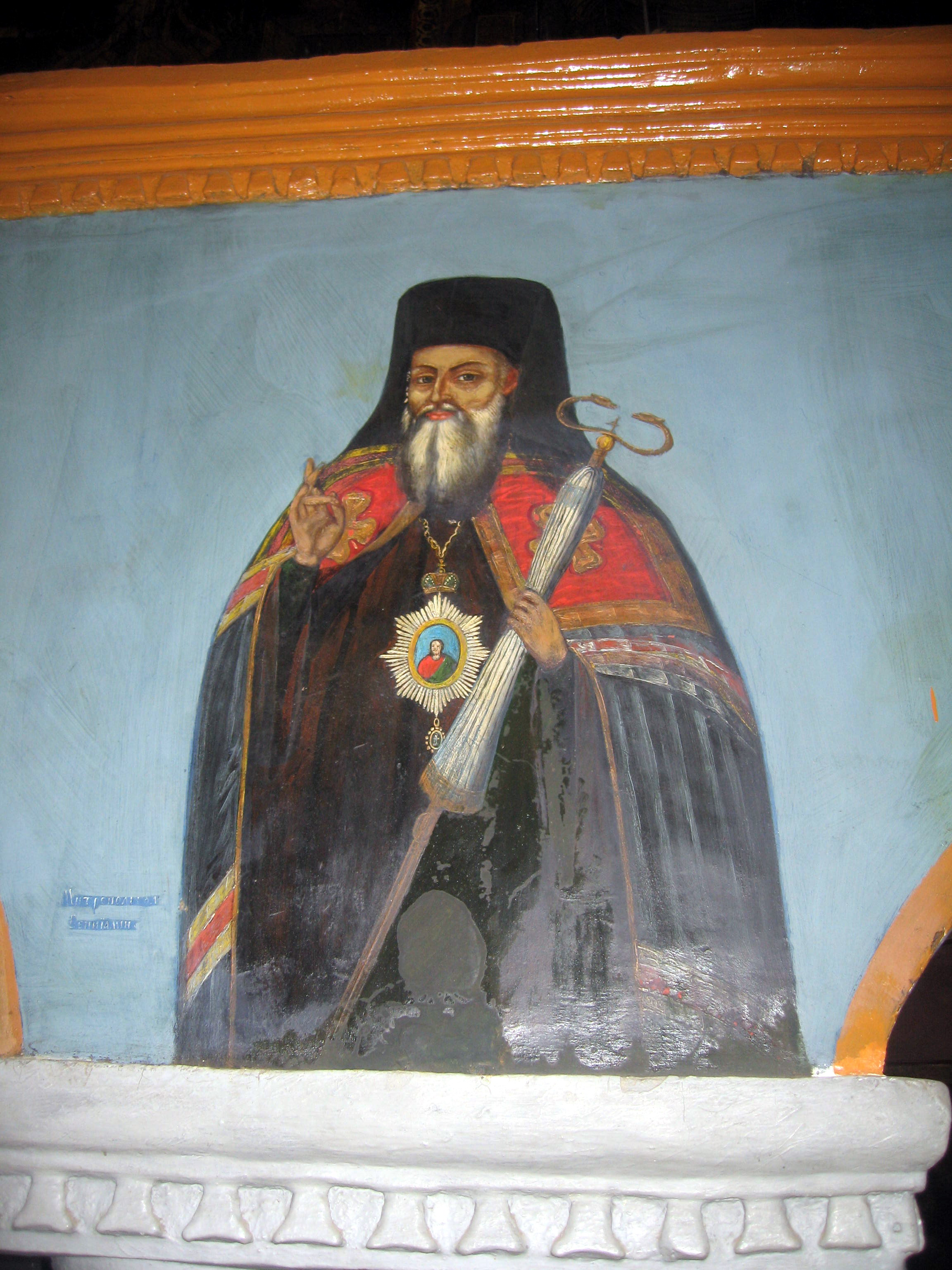
Mitropolitul Veniamin Costachi, cel care a sfințit Biserica "Adormirea Maicii Domnului"
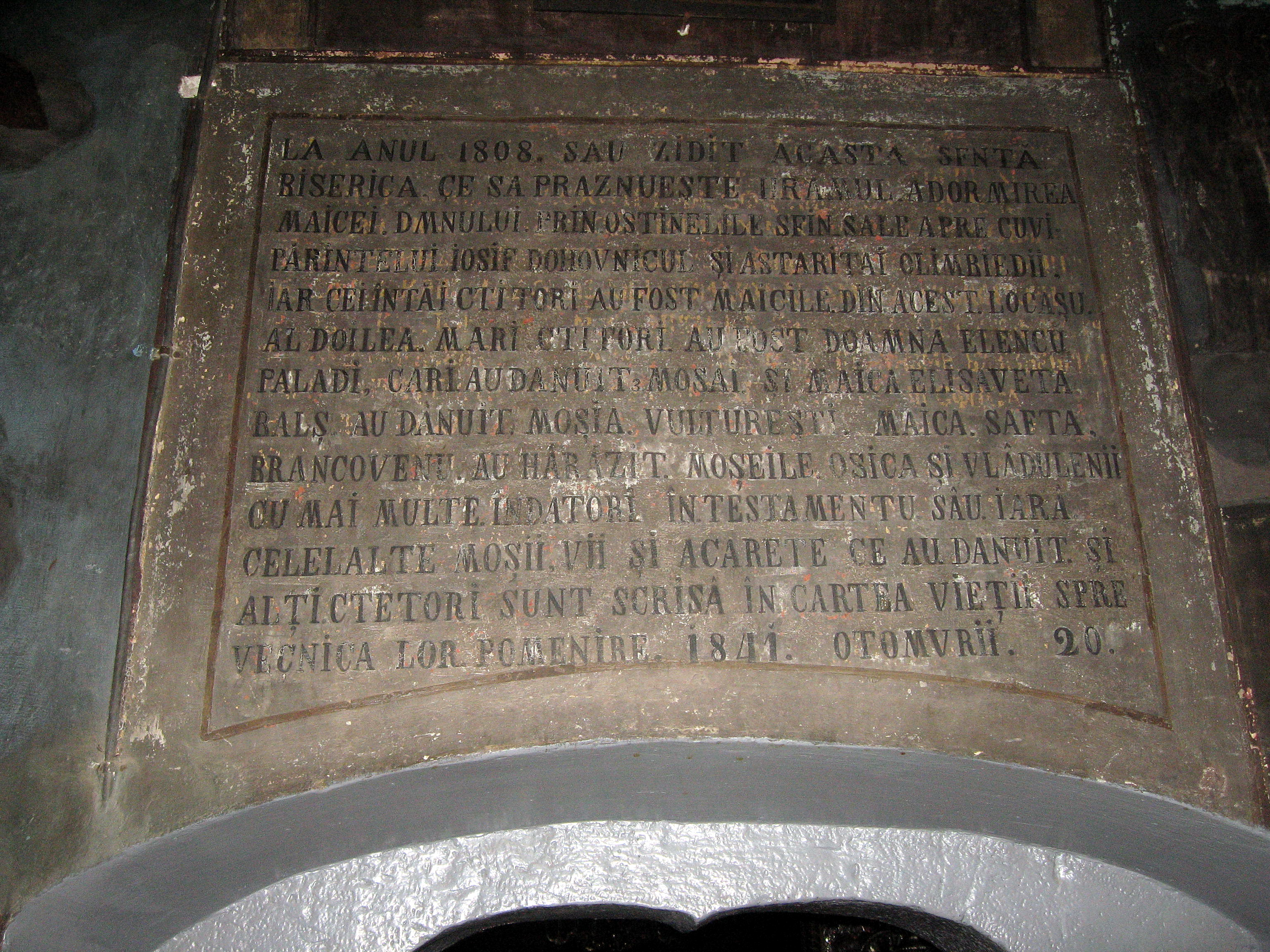
Pisania bisericii "Adormirea Maicii Domnului"
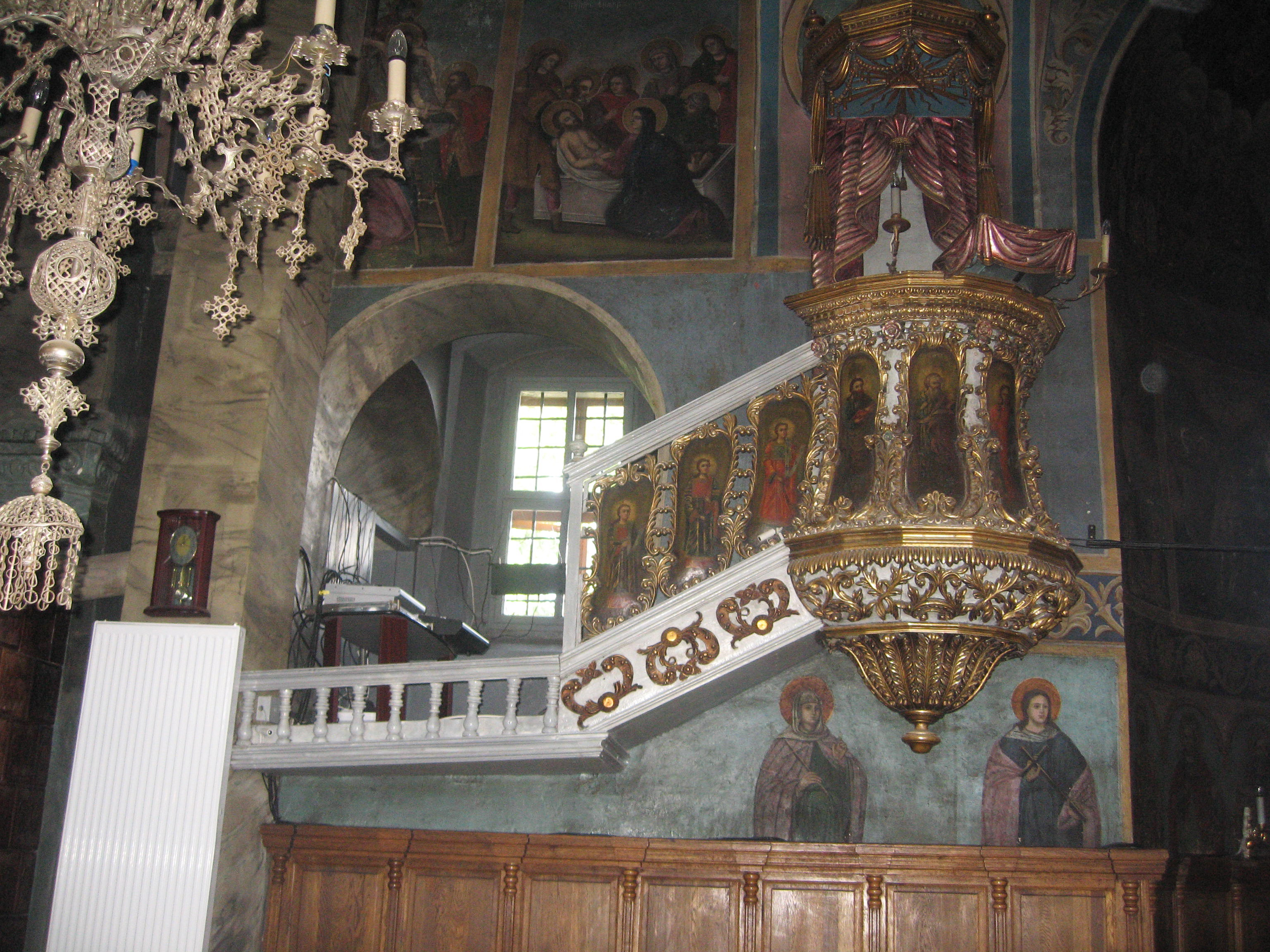
Amvonul bisericii "Adormirea Maicii Domnului"
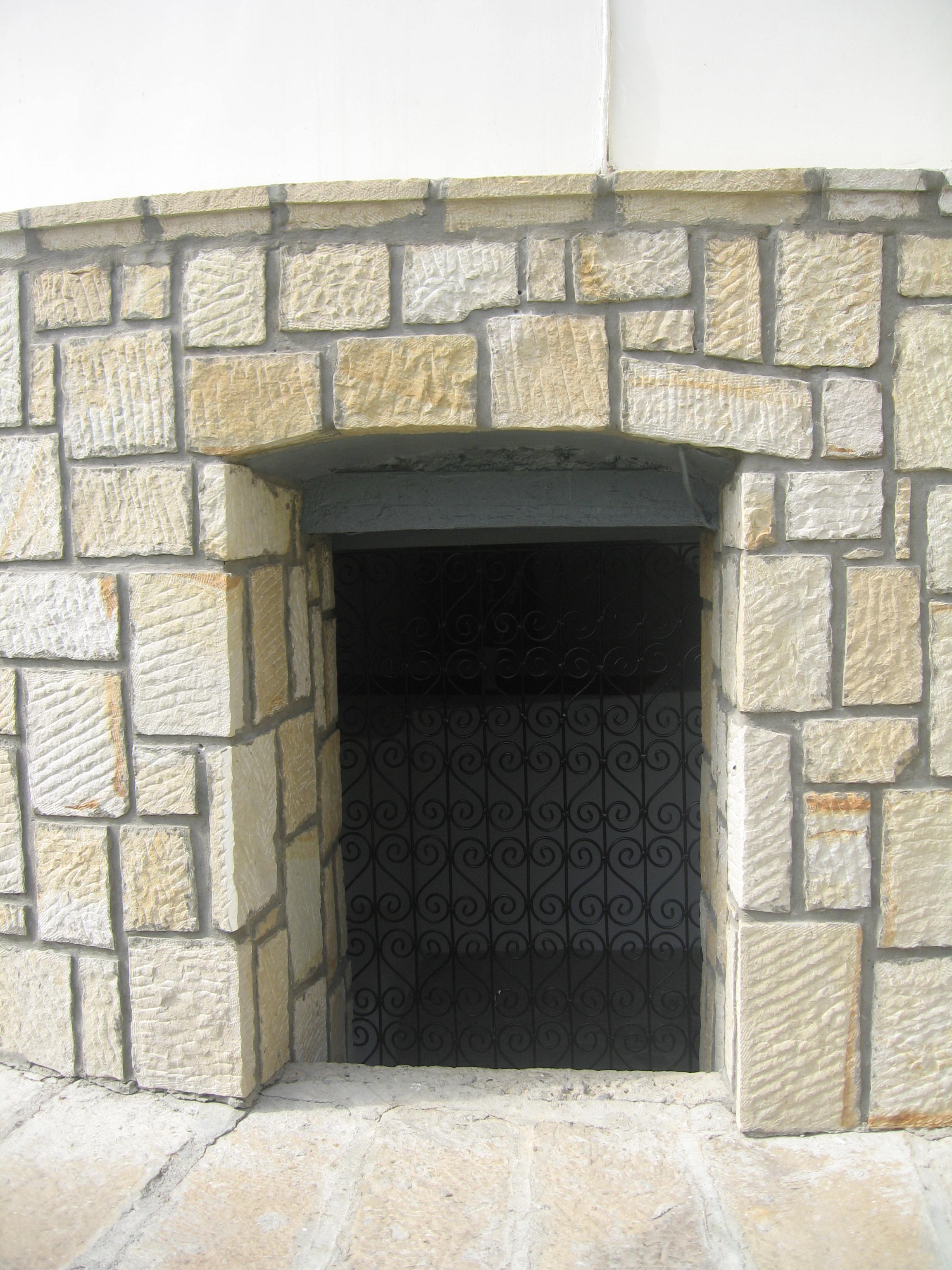
Osuarul aflat sub absida altarului bisericii "Adormirea Maicii Domnului"
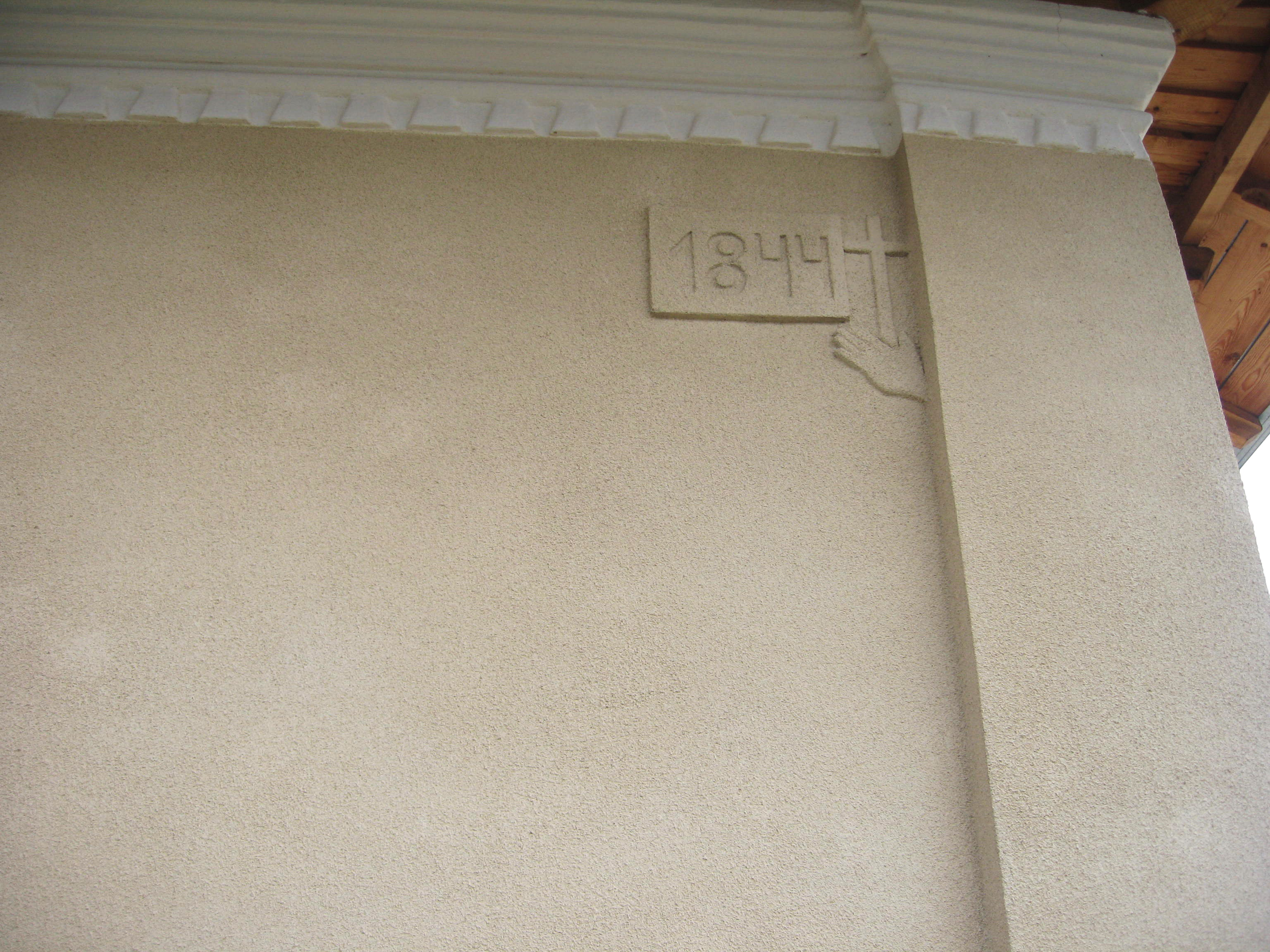
Inscripție pe zidul vestic al bisericii "Sf. Ioan Botezătorul"
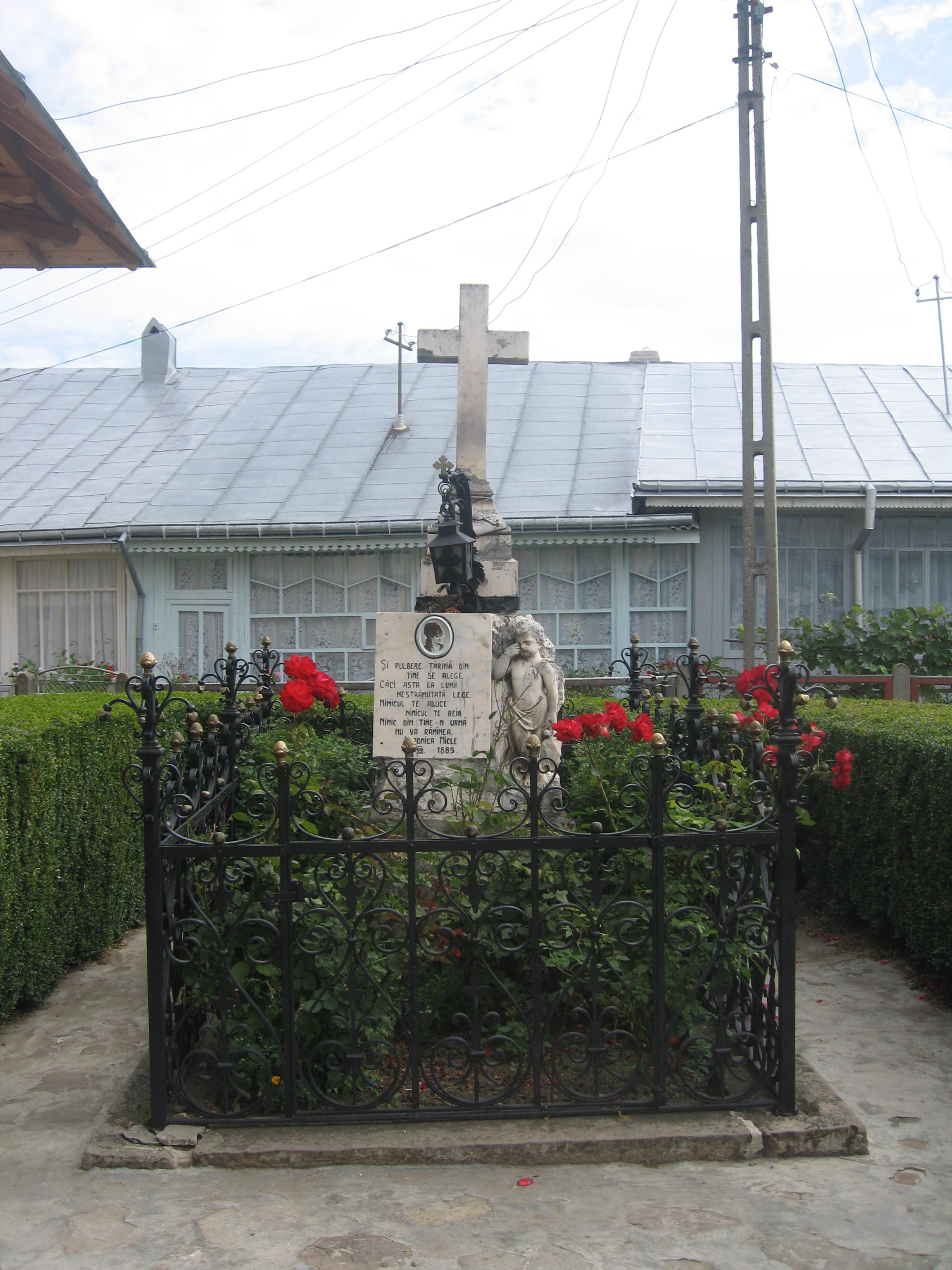
Mormântul Veronicăi Micle
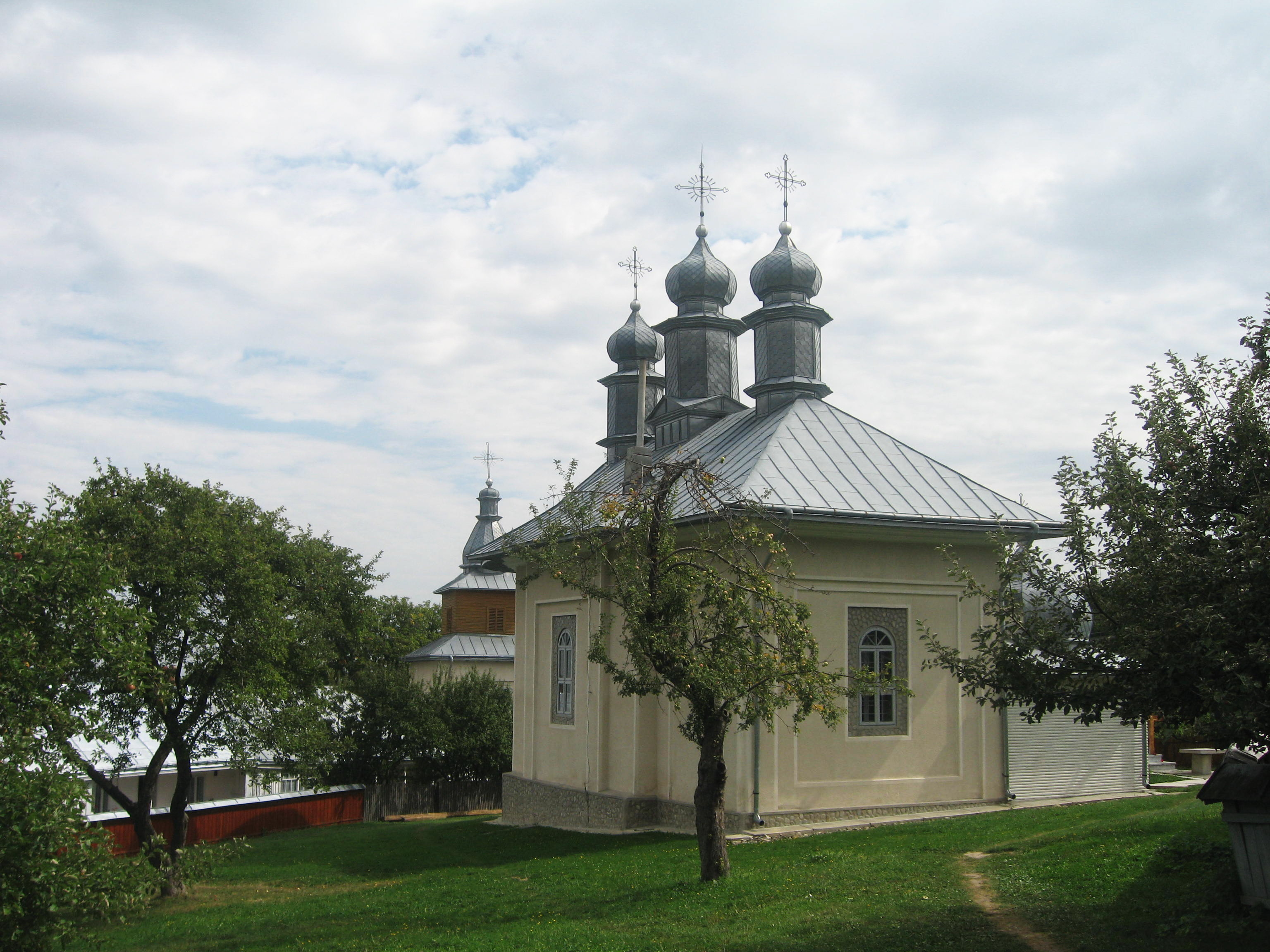
Biserica "Schimbarea la Față" - vedere dinspre vest
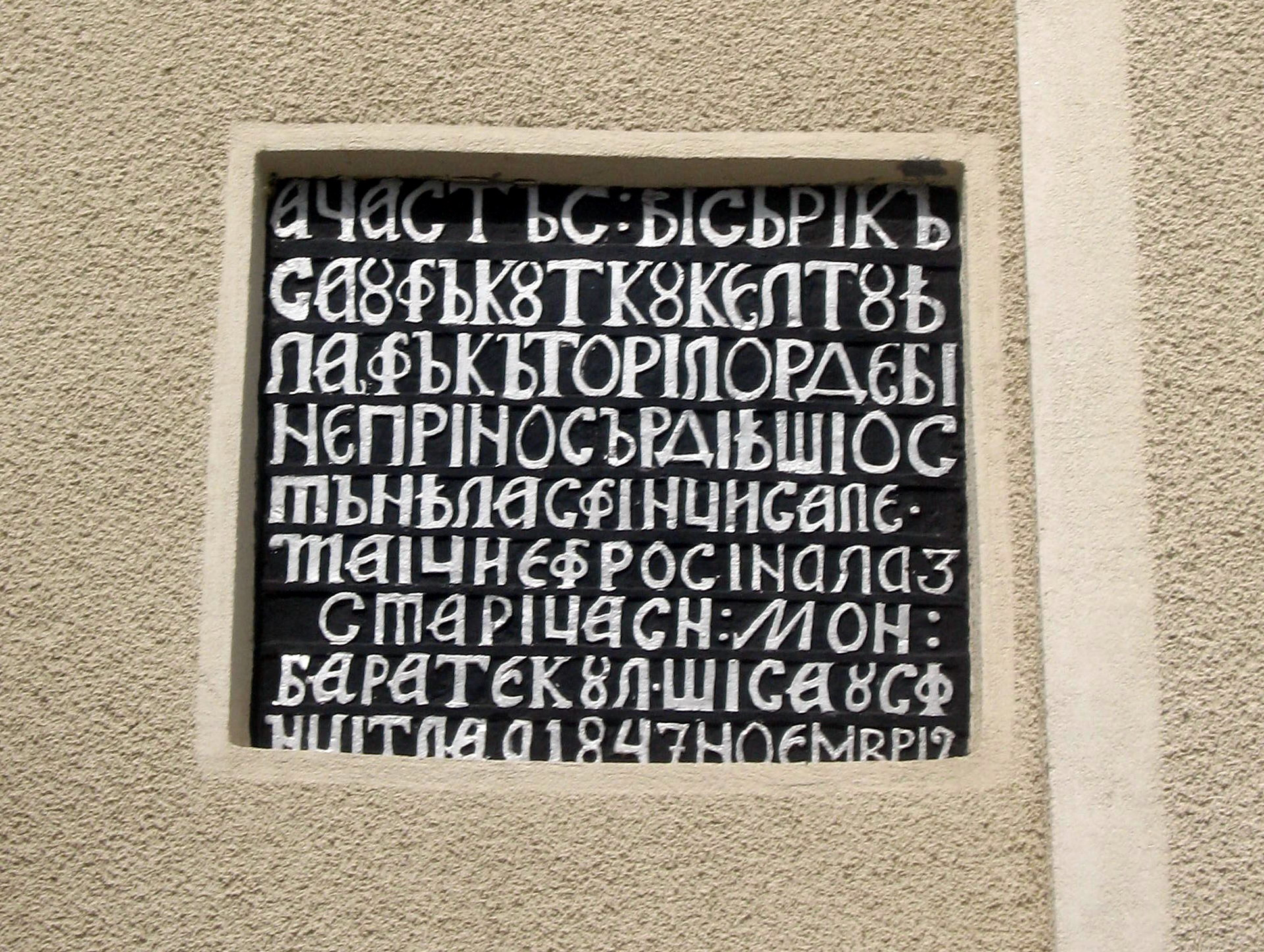
Pisania Bisericii "Schimbarea la Față"
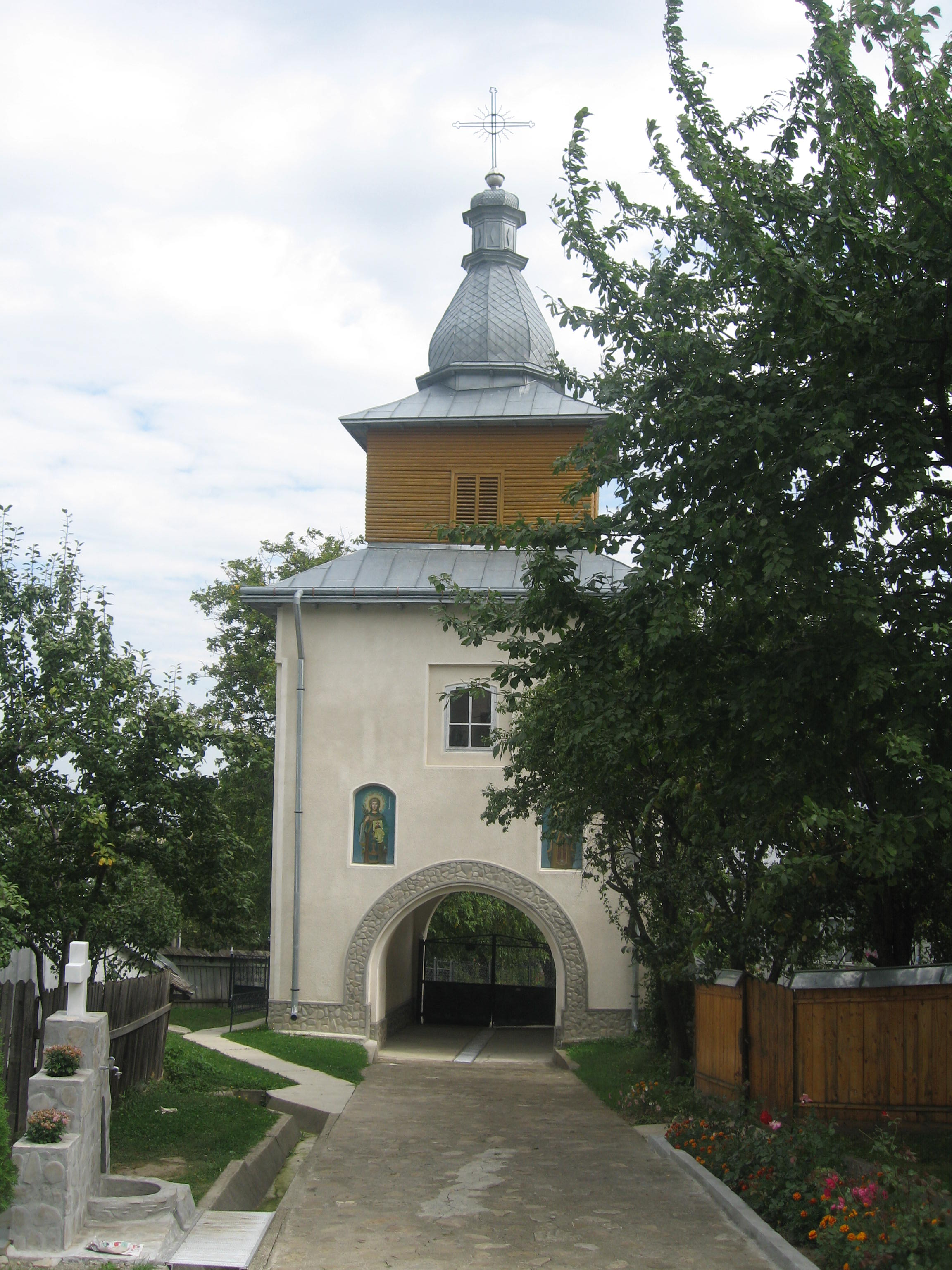
Biserica "Schimbarea la Față" - turnul-clopotniță